# ثقافة مسيحية
الثقافة المسيحية هي الممارسات الثقافية الشائعة في المسيحية. مع انتشار المسيحية السريع في أوروبا، وسوريا، وبلاد ما بين النهرين، وآسيا الصغرى، ومصر، وإثيوبيا، والهند، وبحلول نهاية القرن الرابع، أصبحت أيضًا كنيسة الدولة الرسمية للإمبراطورية الرومانية. أثرّت الثقافة المسيحية واستوعبت معظم مبادئها من الثقافة اليونانية الرومانية البيزنطية، والثقافة الغربية، والثقافة الشرق أوسطية، والثقافة السلافية، والقوقازية، وربما الهندية.
لعبت المسيحية دورًا بارزًا في تطوير الحضارة الغربية، ولا سيّما الكنيسة الرومانية الكاثوليكية والبروتستانتية. كانت الثقافة الغربية عبر معظم تاريخها تساوي تقريبًا الثقافة المسيحية، ويُمكن وصف العديد من سكان نصف الكرة الغربي بأنهم مسيحيو الثقافة. يرتبط مفهوم «أوروبا» و«العالم الغربي» ارتباطًا وثيقًا بمفهوم «المسيحية والعالم المسيحي»، ويعزو الكثيرون أيضًا إلى المسيحية أنها الرابط الذي أنشأ هوية أوروبية وحدوية. قال المؤرخ بول ليغوتكو من جامعة ستانفورد إن الكنيسة الكاثوليكية «هي في قلب تطور القيم، والأفكار، والعلوم، والقوانين، والمؤسسات التي تشكل ما نسميه الحضارة الغربية». لعبت الكنيسة الأرثوذكسيَّة الشرقيَّة دورًا بارزًا دور في تاريخ وثقافة شرق وجنوب شرق أوروبا والقوقاز والشرق الأدنى.
على الرغم من احتواء الثقافة الغربية على العديد من الديانات التي تؤمن بتعدد الآلهة خلال سنواتها الأولى في الامبراطوريتين اليونانية والرومانية، ومع تراجع مراكز القوة الرومانية، كانت الكنيسة الكاثوليكية القوة المسيطرة الوحيدة في أوروبا الغربية. حتى عصر التنوير، وجهت الثقافة المسيحية مسارها باتجاه الفلسفة، والأدب، والفن، والموسيقى، والعلوم. تطورت تخصصات الفنون المسيحية بعد ذلك إلى الفلسفة المسيحية، والفن المسيحي، والموسيقى المسيحية، والأدب المسيحي، وغيرها من التخصصات الفنية. كانت مجالات الفن، والأدب، والقانون، والتعليم، والسياسة جميعها محفوظة في تعاليم الكنيسة في بيئة مناسبة، وإلا لشهدت ضياعها على الأرجح. تأسست الكنيسة من العديد من الكاتدرائيات، والجامعات، والأديرة، والمعاهد الدينية، وما يزال البعض منها موجودًا حتى يومنا هذا. أنشأت المسيحية في العصور الوسطى أول الجامعات الحديثة. أنشأت الكنيسة الكاثوليكية نظام مستشفى في أوروبا في العصور الوسطى، وتحسّن بشكل كبير على يد الفاليتوديناريا الرومانية. أُنشئت هذه المستشفيات لإعانة «مجموعات اجتماعية مهمشة بسبب الفقر والمرض والعمر» وفقًا لمؤرخ المستشفيات غونتر ريس. أثّرت المسيحية بشكل كبير في جميع جوانب الحياة الأخرى: الزواج والأسرة، والتعليم، والعلوم الإنسانية والعامة، والنظام السياسي والاجتماعي، والاقتصاد، والفنون.
كان للمسيحية تأثير جليل في التعليم والعلوم والطب، إذ أنشأت الكنيسة قواعد نظام التعليم الغربي، وكانت راعية لتأسيس الجامعات في العالم الغربي مع اعتبار الجامعة بشكل عام مؤسسةً يعود أصلها إلى بيئة العصور الوسطى المسيحية. ساهم العديد من رجال الدين على مر التاريخ مساهمات مهمة في العلوم، وعلى وجه الخصوص، ساهم اليسوعيون بصورة ملحوظة في تطوير العلوم. شمل التأثير الثقافي للمسيحية الرعاية الاجتماعية، وتأسيس المستشفيات، والاقتصاد (مثل أخلاقيات العمل البروتستانتية)، والقانون الطبيعي (الذي أثر لاحقًا في إنشاء القانون الدولي)، والسياسة، والعمارة، والأدب، والنظافة الشخصية، والحياة الأسرية. لعبت المسيحية دورًا في إنهاء الممارسات الشائعة بين المجتمعات الوثنية كالتضحية البشرية، والعبودية، وقتل الأطفال، وتعدد الزوجات.
قدّم المسيحيون مساهمات كثيرة من أجل تقدم البشرية في مجموعة واسعة من المجالات، سواء عبر التاريخ أو في العصر الحديث، من ضمنها العلوم والتكنولوجيا، والطب، الفنون الجميلة، والعمارة، والسياسة، والآداب، والموسيقى، والأعمال الخيرية، والفلسفة، والأخلاق، والمسرح، والأعمال. وفقًا لـمئة عام من جوائز نوبل، كشفت مراجعة لجوائز نوبل بين عامي 1901 و2000 أن (65.4%) من الفائزين بجوائز نوبل حددوا المسيحية بأشكالها المختلفة على أنها الدين التفضيلي. ساهم المسيحيون الشرقيون أيضًا (لا سيما المسيحيون النساطرة) في الحضارة العربية الإسلامية طوال العصرين الأموي والعباسي بترجمة أعمال الفلاسفة الإغريق إلى السريانية ولاحقًا نقلوها إلى العربية. تميزوا أيضًا في الفلسفة، والعلوم، واللاهوت، والطب.
يُعد مسيحيو الثقافة أناسًا علمانيين ذوي تراث مسيحي ربما لا يؤمنون بالمزاعم الدينية المسيحية، لكنهم يحتفظون بألفة للثقافة الشعبية، والفن، والموسيقى، وما إلى ذلك. بعبارة أخرى، إنهم يميزون بين الجماعات السياسية في المناطق ذات الخلفيات الدينية المختلطة.

## العمارة
تتميز عمارة الكاتدرائيات والبازيليكات والكنائس الديرية بكبر حجم مبانيها، وهي تتبع أحد التقاليد المتعددة المتفرعة من ناحية الشكل، والوظيفة، والأناقة، التي تُستمَد جميعها بشكل أساسي من التقاليد المسيحية المعمارية المبكرة التي تأسست في الفترة القسطنطينية.
تختص الكنائس الكاتدرائية، بالإضافة إلى العديد من كنائس الدير والبازيليكات، بامتلاكها أشكالًا هيكلية معقدة موجودة بتواتر أقل في الكنائس الرعوية (الأبرشية). وتميل إلى عرض مستوى أعلى من الطراز المعماري المعاصر وأعمال الحرفيين البارعين، وتحتل مكانة كنسية واجتماعية لا تتمتع بها الكنائس الرعوية العادية. تُعد الكاتدرائية أو الكنيسة العظيمة أحد أرقى المباني في منطقتها وهي محور الفخر المحلي، وللبعض منها أهمية محليَّة ووطنيَّة، سواء من الناحية الفنية أو التاريخية. أُدرجت العديد من الكنائس بين مواقع التراث العالمي لليونسكو. إن الكثير من الكاتدرائيات والبازيليكات، وعدد من كنائس الأديرة، هي من أشهر الأعمال المعمارية في العالم. تشمل هذه الكاتدرائيات كاتدرائية القديس بطرس، وكاتدرائية نوتردام دو باري، وكاتدرائية كولونيا، وكاتدرائية سالزبوري، وكاتدرائية القديس فيتوس، وكاتدرائية لنكولن، وكاتدرائية سان دوني، وكنيسة سانتا ماريا ماجيوري، وكنيسة القديس فيتالي، وكنيسة سان ماركو، ودير وستمنستر، وكاتدرائية القديس باسيل، وكاتدرائية واشنطن الوطنية، وكاتدرائية الضريح الوطني لعيد الحبل بلا دنس، وكاتدرائية إشبيلية، وساغرادا فاميليا الغاودية غير المكتملة، وكنيسة آيا صوفيا القديمة. ويُشير المؤرخون إلى أنَّ آيا صوفيا اعتُبرت رمزًا ثقافيًا ومعماريًا وأيقونة للحضارة البيزنطية والحضارة المسيحيَّة الأرثوذكسيَّة.

تعود أقدم الكنائس إلى العصور القديمة المتأخرة. مع انتشار المسيحية وبناء الكنائس والكاتدرائيات في جميع أنحاء العالم، اعتمد أسلوب البناء على المواد المحلية والتقنيات المحلية. تطورت أنماط مختلفة من الهندسة المعمارية وانتشرت أشكالها، التي نُفِّذَت من خلال تطبيق تعاليم الرهبانية، عن طريق انتداب الأساقفة من منطقة لأخرى وعن طريق سفر نحاتي الحجارة الرئيسيين الذين عملوا مهندسين معماريين. تُعرَف أنماط مباني الكنيسة العظيمة بالتتابع: المسيحية المبكرة، والبيزنطية، والرومانسكية، والقوطية، وعمارة عصر النهضة، والباروكية، وأساليب إحياء مختلفة منذ أواخر القرن الثامن عشر وحتى أوائل القرن العشرين، والعصر الحديث. تُعد الأساليب الأكاديمية تداخلًا مفروضًا على الخصائص الإقليمية. تكون بعض هذه الخصائص نموذجية لبلد معين إذ تظهر، بغض النظر عن الأسلوب، في عمارة الكنائس التي صُمّمت منذ عدة قرون.

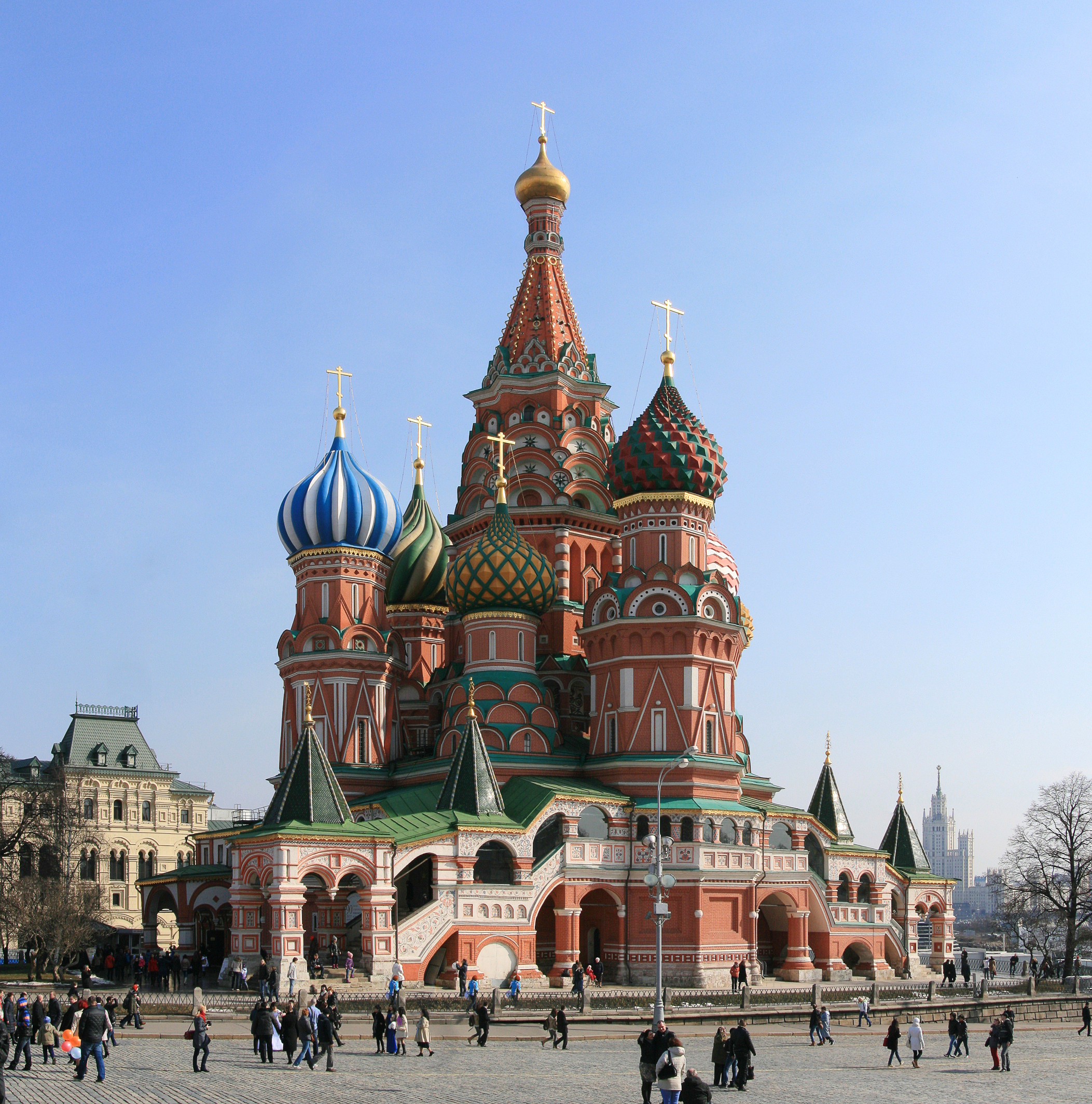
كاتدرائية القديس باسيل
كاتدرائية القديس بطرس
آيا صوفيا
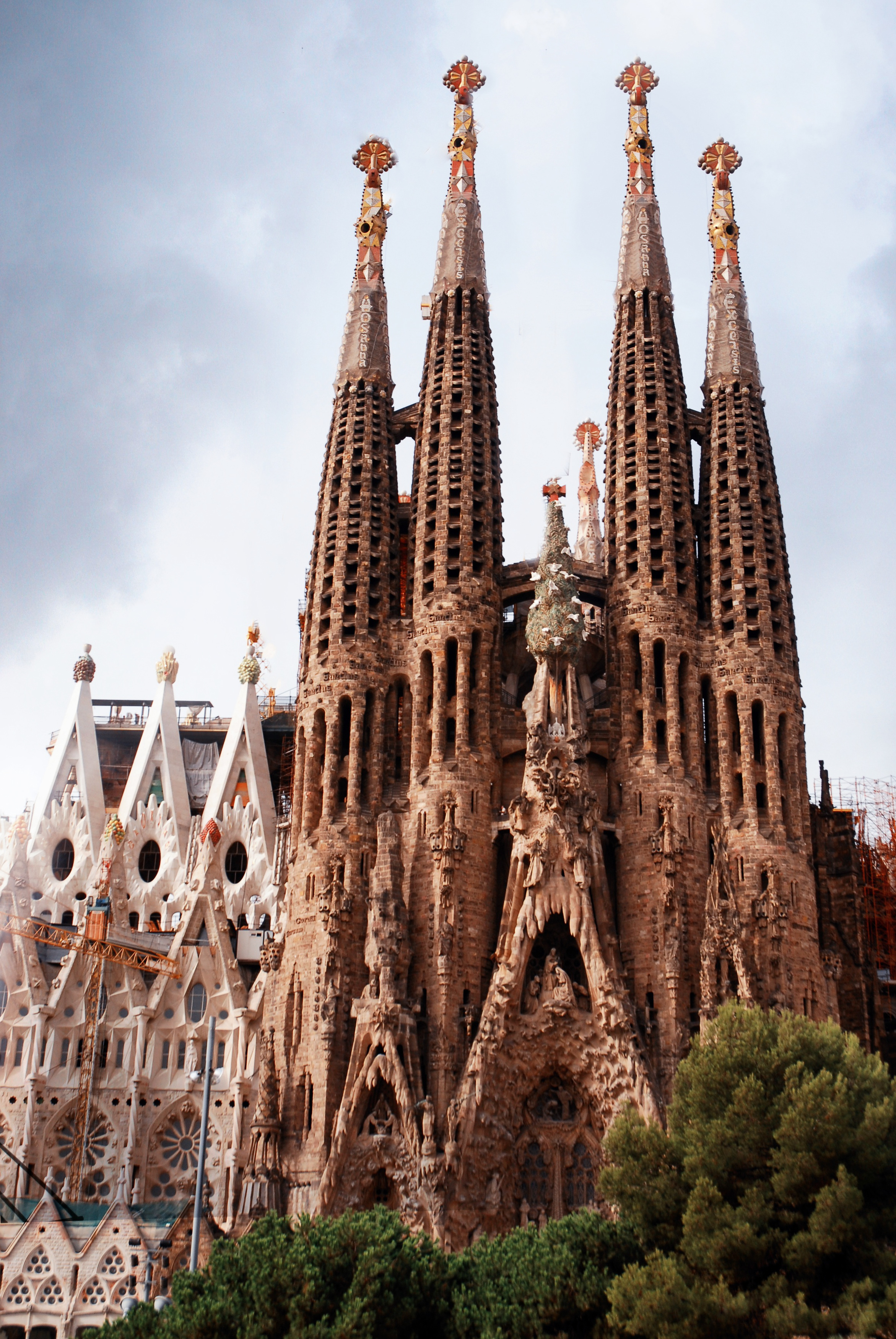
ساغرادا فاميليا
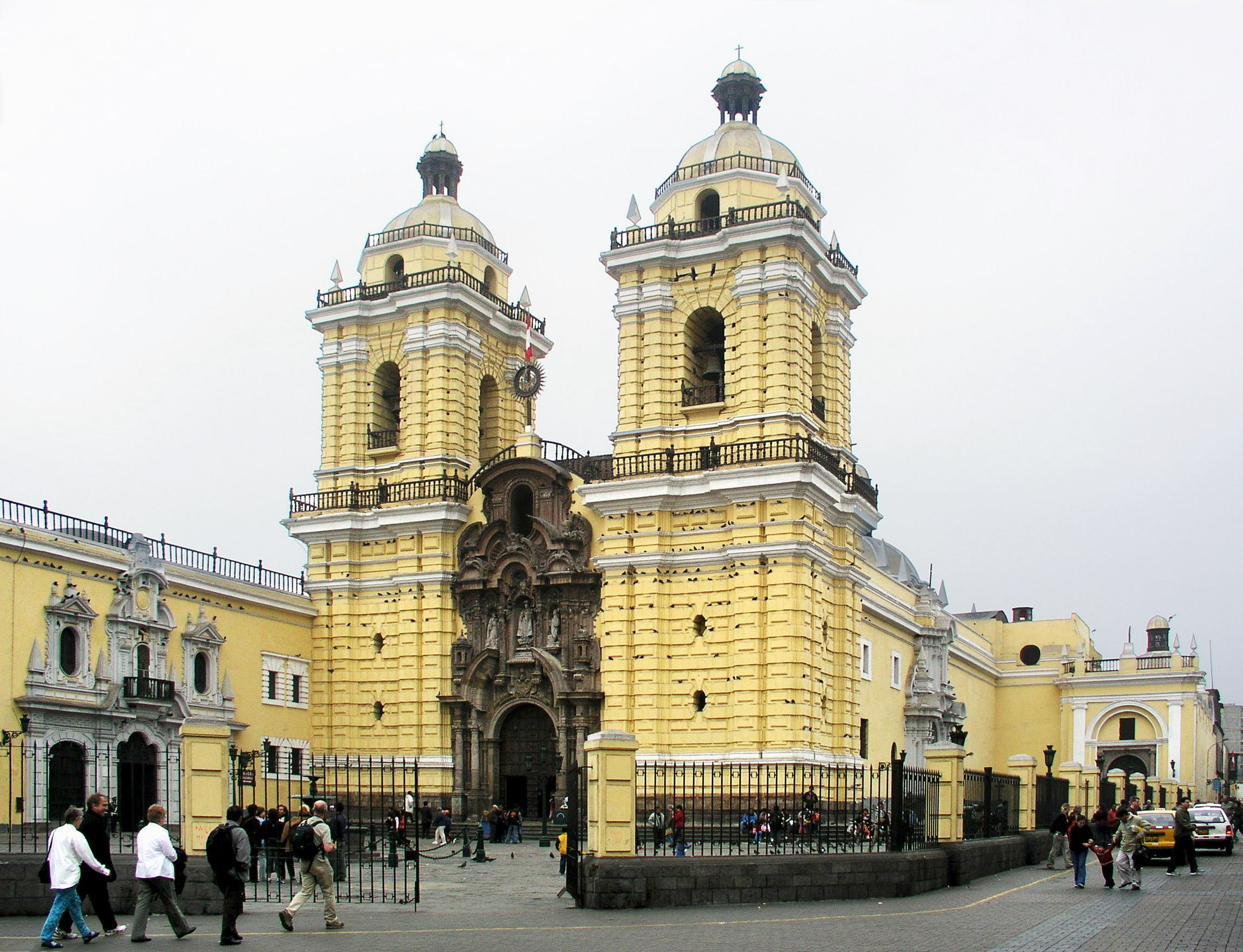
دير القديس فرنسيس
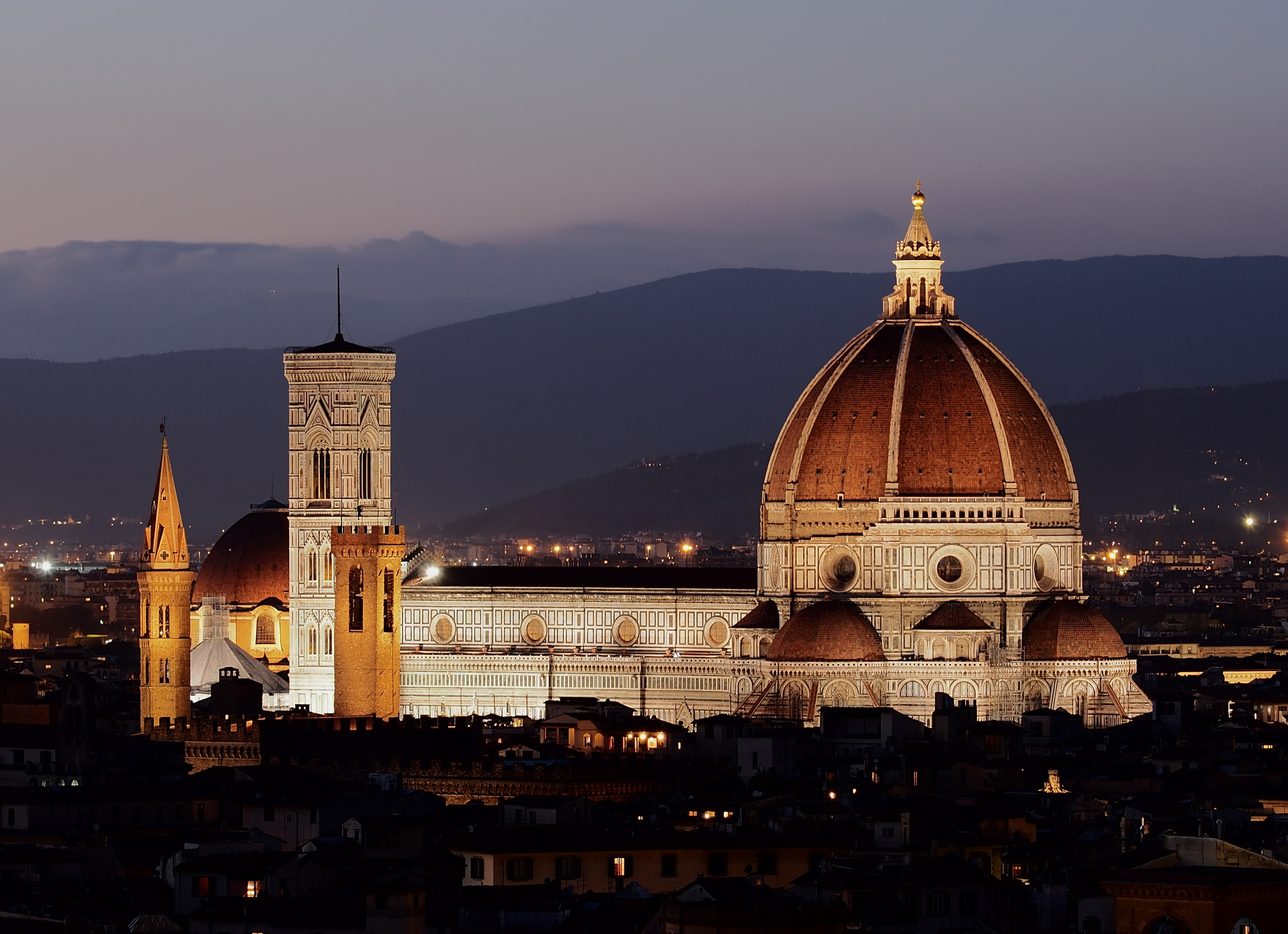
كاتدرائية فلورنسا

## الفن
الفن المسيحي فن مقدس يستخدم موضوعات وصورًا من المسيحية. تستخدم معظم الجماعات المسيحية الفن أو كانت قد استخدمته إلى حد ما، رغم ظهور اعتراضات على بعض أشكال الصور الدينية من بعض الجماعات المسيحية، وقد كانت هناك فترات طويلة من تحطيم الأيقونات ضمن المسيحية.
تُعد صور يسوع والمشاهد السردية من حياة المسيح من أكثر الموضوعات شيوعًا، وتلعب مشاهد العهد القديم دورًا في معظم الطوائف. إن صور لمريم العذراء والقديسين أكثر ندرة في الفن البروتستانتي مقارنة مع الكاثوليكية والأرثوذكسية الشرقية.
تستخدم المسيحية الصورَ على نطاق أوسع بكثير من الديانات ذات الصلة، التي تُمنع فيها التمثيلات التصويرية، مثل الإسلام واليهودية. على أي حال، هناك أيضًا تاريخ كبير من اللاأيقونية في المسيحية في فترات مختلفة.

### التذهيب
المخطوطة المذهبة هي مخطوطة يُستكمل فيها النص بإضافة الزخرفة. تعود أقدم المخطوطات الفنية الأساسية الباقية إلى الفترة ما بين عامي 400 و600 ميلادي، والتي أُنتجت بشكل أساسي في أيرلندا، والقسطنطينية، وإيطاليا. تعود غالبية المخطوطات الباقية إلى العصور الوسطى، مع أن العديد من المخطوطات المذهبة الباقية تعود إلى عصر النهضة في القرن الخامس عشر، إلى جانب عدد محدود جدًا من العصور القديمة المتأخرة.
كانت معظم المخطوطات المذهبة على هيئة أسفار، حلت محل اللفافات؛ بقيت منها بضع أوراق مفردة معزولة. بقي عدد قليل جدًا من أجزاء المخطوطات المذهبة محفوظًا على ورق البردي. كُتبت معظم المخطوطات التي تعود إلى العصور الوسطى، سواء كانت مذهبة أو غير مذهبة، على البرشمان (المصنوع غالبًا من جلد العجل، أو الغنم، أو الماعز)، ولكن معظم المخطوطات المهمة بما فيه الكفاية لتذهيبها كانت مكتوبة على أجود أنواع البرشمان المُسمى «الرَّق»، الورق المصنوع من جلد العجل غير المنقسم، رغم أن البرشمان عالي الجودة المصنوع من جلود أخرى كان يُسمى أيضًا البرشمان.

### فن الأيقونات
بدأ الفن المسيحي، بعد نحو قرنين من الميلاد، من خلال استعارة أشكال من الصور الإمبراطورية الرومانية، والدين اليوناني والروماني الكلاسيكي، والفن الشعبي. تُستخدم الصور الدينية إلى حد ما في الدين الإبراهيمي المسيحي، وتحتوي غالبًا على رموز معقدة للغاية تعكس قرونًا من التقاليد المتراكمة. بدأ توحيد الأيكونغرافيا وربطها بشكل وثيق بالنصوص التوراتية في العصور القديمة المتأخرة، رغم أن العديد من الفجوات في روايات الإنجيل الكنسي قد سُدّت بنصوص من الأناجيل الأبوكريفية. نجحت الكنيسة أخيرًا في التخلص من معظم هذه الأيقونات، لكن بقي بعضها، مثل الثور والحمار، في ميلاد المسيح.
الأيقونة هي عمل ديني فني، وغالبًا لوحة، من المسيحية الأرثوذكسية. استخدمت المسيحية الرمزية منذ بداياتها. ظهر العديد من الأنواع الأيقونية عن المسيح، ومريم العذراء، والقديسين، وموضوعات أخرى في كل من الشرق والغرب؛ كان عدد الأنواع المسماة لأيقونات مريم العذراء، مع المسيح الرضيع أو دونه، كبيرًا بشكل خاص في الشرق، بينما كانت صورة المسيح البانتوكراتور (العظيم) أكثر صور المسيح شيوعًا.
تستثمر الرمزية المسيحية الأشياء أو الأفعال بمعناها الداخلي الذي يعبر عن الأفكار المسيحية. اقتبست المسيحية من الرموز الشائعة المهمة المعروفة في معظم الفترات وفي جميع مناطق العالم. تكون الرمزية الدينية فعالة عندما تناشد العقل والعواطف. تتمثل أهم أنواع تصوير مريم العذراء بنوعَي هوديغتريا وباناغيا. تطورت اللوحات السردية إلى سلسة حكايات سردية عديدة شملت أحداث حياة المسيح، وحياة العذراء، وأجزاء من العهد القديم، وبصورة متزايدة حياة القديسين المشهورين. على وجه الخصوص في الغرب، ظهر نظام السمات لتحديد شخصية كل فرد من القديسين من خلال المظهر المعياري والأشياء الرمزية التي يحملونها؛ أما في الشرق، فكان التعرف عليهم يجري من خلال تسميات نصية.
يملك كل قديس/ة قصة وسببًا إزاء عيشه/ها حياة مثالية. استُخدمت الرموز لسرد هذه القصص عبر تاريخ الكنيسة. يُصور العديد من القديسين تقليديًا برمز أو فكرة أيقونية مرتبطة بحياتهم، تُسمى سمة أو شارة، للتعرف عليهم. تشكل دراسة هذه الأشكال جزءًا من الأيكونغرافيا في تاريخ الفن.

### الفن المسيحي الشرقي

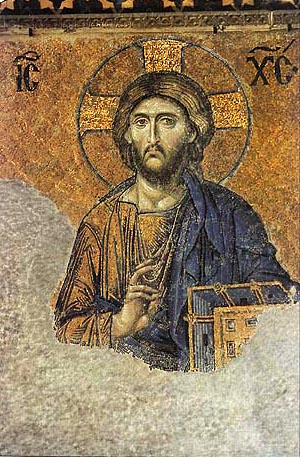
صورة يسوع المسيح إحدى أشهر الرسومات البيزنطية الباقية في آيا صوفيا في القسطنطينية

أنشأ تفاني القسطنطينية بصفتها عاصمة في عام 330 ميلادي مركزًا فنيًا مسيحيًا جديدًا عظيمًا للإمبراطورية الرومانية الشرقية، وسرعان ما أصبحت وحدة سياسية منفصلة، شملت الكنائس القسطنطينية الكبرى التي بُنيَت في زمن قسطنطين وابنه قسطنطين الثاني الأساسات الأصلية لآيا صوفيا وكنيسة الرسل المقدسة. عندما تفككت الإمبراطورية الرومانية الغربية واستولت عليها القبائل «البربرية»، وصل فن الإمبراطورية البيزنطية إلى مستويات من التطور والقوة والبراعة الفنية لم يسبق لها مثيل في الفن المسيحي، ووضع معايير لبعض المناطق من الغرب التي كانت ما تزال على اتصال مع القسطنطينية.
فُحِص هذا الإنجاز بواسطة الجدل الذي دار حول استخدام الصور المنحوتة، والتفسير الصحيح للوصية الثانية، الذي أدى إلى أزمة حرب الأيقونات البيزنطية أو إتلاف الصور الدينية، الأمر الذي أرهق الإمبراطورية بين عامي 726 و843. نتج عن استعادة الأرثوذكسية توحيدٌ صارم للصور الدينية ضمن الكنيسة الشرقية. أصبح الفن البيزنطي محافظًا بشكل متزايد، إذ اعتُبر أن شكل الصور ذاتها، التي نُسب العديد منها إلى أصل إلهي أو اعتُقد أنها رُسمت بيد القديس لوقا أو شخصيات أخرى، يملك حالةً ليست ببعيدة عن حالة النصوص المقدسة.
لطالما كان فن الكاثوليكية الشرقية أقرب إلى الفن الأرثوذكسي في اليونان وروسيا، وقد اتضح العديد من التأثيرات الأرثوذكسية في الفن الكاثوليكي في البلدان القريبة من العالم الأرثوذكسي، ولا سيما بولندا. ربما كانت أيقونة مادونا السوداء في تشيستخوفا من أصل بيزنطي، فقد أُعيد رسمها ومن الصعب الجزم بذلك. أما الصور الأخرى ذات الأصل اليوناني المؤكد، مثل أيقونتَي «سيدة المعونة الدائمة» و«حامية الشعب الروماني» الموجودتين في روما، فقد كانت موضع تبجيل خاص لعدة قرون.
على الرغم من مقاومة التأثير في أغلب الأحيان، وخاصة في روسيا، أثر الفن الكاثوليكي أيضًا في التصورات الأرثوذكسية في العديد من النواحي، لا سيما في بلدان مثل رومانيا، وفي المدرسة الكريتية ما بعد البيزنطية، التي قادت الفن الأرثوذكسي تحت الحكم اليوناني في القرنين الخامس عشر والسادس عشر. غادر إل غريكو كريتي عندما كان يافعًا، لكن مايكل دامسكينوس عاد بعد فترة قصيرة، واستطاع التبديل بين الطرازين الإيطالي واليوناني. حتى التقليداني ثيوفانس الكريتي، الذي عمل بشكل رئيسي على جبل آثوس، يُظهر تأثيرًا غربيًا واضحًا.
حافظت العديد من الدول الأرثوذكسية الشرقية في أوروبا الشرقية، بالإضافة إلى بعض الدول الإسلامية في شرق البحر المتوسط، على الكثير من جوانب ثقافة الإمبراطورية والفن لعدة قرون لاحقة. تأثر بثقافتها عدد من الدول المعاصرة للدولة الإمبراطورية البيزنطية، دون أن تكون جزءًا حقيقيًا منها («الكومنولث البيزنطي»). تشمل هذه الدول بلغاريا، وصربيا، والروس، بالإضافة إلى بعض الدول غير الأرثوذكسية، مثل جمهورية البندقية ومملكة صقلية اللتين كان لهما علاقات وثيقة بالإمبراطورية البيزنطية على الرغم من كونها جزءًا من الثقافة الأوروبية. يُسمى الفن الذي أنتجه المسيحيون الأرثوذكسيون الشرقيون الذين يعيشون في الدولة العثمانية غالبًا «الفن ما بعد البيزنطي». لا تزال بعض التقاليد الفنية التي نشأت في الإمبراطورية البيزنطية، لا سيما في ما يتعلق بالرسم الأيقوني وعمارة الكنيسة، محافظًا عليها في اليونان، وصربيا، ومقدونيا، وروسيا، وغيرها من البلدان الأرثوذكسية الشرقية حتى الوقت الحاضر.

## الموسيقى
الموسيقى المسيحية هي نوع من الموسيقى كُتبَ للتعبير عن معتقد شخصي أو جماعي فيما يتعلق بالإيمان والحياة المسيحية. تتضمن المواضيع الشائعة للموسيقى المسيحية المديح، العبادة، التوبة، والرثاء، وتتنوع أشكالها بين مناطق مختلفة من العالم.
مثل أشكال الموسيقى الأخرى، يختلف الإبداع والأداء والأهمية وحتى تعريف الموسيقى المسيحية وفقًا للثقافة والسياق الاجتماعي. تُؤلف الموسيقى المسيحية وتُؤدى لأغراض عديدة، بدءًا من المتعة الجمالية أو الأغراض الدينية أو الاحتفالية، أو كمنتج ترفيهي في السوق.
طور الرهبان الكاثوليك الأشكال الأولى للتدوين الموسيقي الغربي الحديث من أجل توحيد الليتورجيا في الكنيسة في جميع أنحاء العالم، وقد أُلِّفَت مجموعة هائلة من الموسيقى الدينية لها عبر العصور. أدى ذلك مباشرة إلى ظهور الموسيقى الكلاسيكية الأوروبية وتطورها ومشتقاتها العديدة. لقد شُجّعَ أسلوب الباروك، الذي شمل الموسيقى والفن والعمارة بشكل خاص من قبل الكنيسة الكاثوليكية بعد الإصلاح حيث قدمت هذه الأشكال وسيلة للتعبير الديني كانت مثيرة وعاطفية، تهدف إلى تحفيز الحماسة الدينية.
هناك عدد كبير المؤلفات الموسيقية المقدسة الكاثوليكية التي لها مكانة بارزة في الثقافة الغربية، بما في ذلك قصيدة الفرح للودفيج فان بيتهوفن، وAve verum corpus لفولفغانغ أماديوس موزارت، وأفي ماريا لفرانز شوبرت، وen:Panis angelicus لسيزار فرانك، وغلوريا لأنطونيو فيفالدي.
ألف العديد من الموسيقيين ترنيمات كنسيّة مشهورة، مثل مارتن لوثر، وباول جرهارد، وجورج ويذر، وإسحاق واتس، وتشارلز ويزلي، ووليام كوبر. وقد ألّف موسيقيون آخرون مثل هاينريش شوتز، يوهان سباستيان باخ، جورج فريدريك هاندل، هنري برسل، يوهانس برامس وفيلكس مندلسون، أعمالًا موسيقية مسيحية عريقة.
| جوسكين ديبري (1450/1455 – 1521) | كلاوديو مونتيفيردي (1567–1643) | أنطونيو فيفالدي (1678–1741) | يوهان سباستيان باخ (1685–1750) | فولفغانغ أماديوس موزارت (1756–1791) | لودفيج فان بيتهوفن (1770–1827) | فرانز شوبرت (1797–1828) | فرانز ليست (1811–1886) | أنطون بروكنر (1824–1896) |
| ------------------------------- | ------------------------------ | --------------------------- | ------------------------------ | ----------------------------------- | ------------------------------ | ----------------------- | ---------------------- | ------------------------ |
|                                 |                                |                             |                                |                                     |                                |                         |                        |                          |

## الأدب والشعر

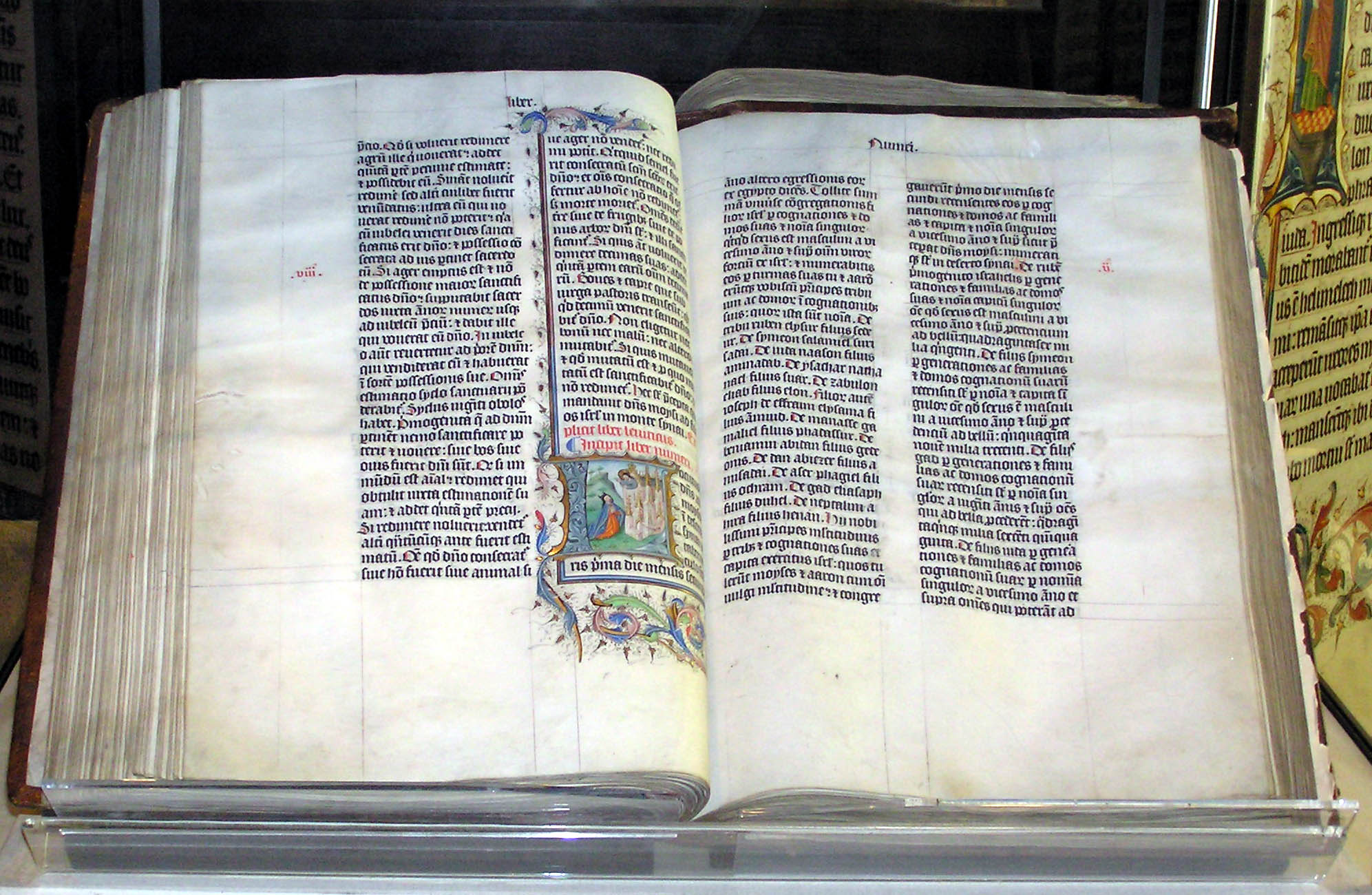
بيبل غوتنبرغ، أول نسخة مطبوعة من الكتاب المقدس. لقد كُتبَ الكتاب المقدس من قبل أُناس يهود خلال العصرين الحديدي والكلاسيكي، وهو يشمل القيم الثقافية والقيم الإنسانية الأساسية والأساطير والمعتقدات الدينية في كل من اليهودية والمسيحية.

الأدب المسيحي هو الكتابة التي تتناول موضوعات مسيحية مختلفة وتنقل الأفكار المسيحية إلى العالم. يشكّل ذلك مجموعةً ضخمةً من المؤلفات المتنوعة للغاية. والشعر المسيحي هو أي شعر يحتوي على تعاليم أو موضوعات أو مراجع مسيحية. كان تأثير المسيحية على الشعر عظيمًا في أي منطقة سيطرت عليها المسيحية. غالبًا ما تشير القصائد المسيحية مباشرةً إلى الكتاب المقدس، بينما يقدم بعضها الآخر قصصًا رمزيّة. بشكل عام، لا يُعتبر الكتاب المقدّس أدبًا، على الرغم من أنه يقع ضمن التعريف الدقيق لـ «الأدب». لكن تم التعامل معه وتقديره باعتباره نوعًا من الآداب، حيث يُعتبر حجر الزاوية في الحضارة الغربية.
لطالما اعتُبرت نسخة الملك جيمس على وجه الخصوص تحفةً من النثر الإنجليزي، بغض النظر عن أهميتها الدينية. أُطلق على هذه النسخة «النسخة الأكثر تأثيرًا من الكتاب الأكثر تأثيرًا في العالم، فيما أصبحت الآن لغته الأكثر تأثيرًا»، و «أهم كتاب في الدين والثقافة الإنجليزية»، و «الكتاب الأكثر شهرة في العالم الناطق بالإنجليزية». قدّر ديفيد كريستال أن هذا الكتاب مسؤول عن 257 مصطلحًا باللغة الإنجليزية، ومن الأمثلة على ذلك «أقدام من طين» (feet of clay) و «ازرع الريح تحصد الزوبعة» (sow the wind, reap the whirlwind). علاوة على ذلك، أشادت شخصيات بارزة ملحدة مثل الراحل كريستوفر هيتشنز وريتشارد دوكينز بنسخة الملك جيمس حيث اعتبراها «خطوةً عملاقةً في نضوج الأدب الإنجليزي» و «عملًا عظيمًا من الأدب» على التوالي، وأضاف دوكينز بعد ذلك «إن المتحدث الأصلي باللغة الإنجليزية الذي لم يقرأ أبدًا كلمة من نسخة الملك جيمس يُشبه البرابرة».
لقد أُجريت العديد من عمليات إعادة سرد الكتاب المقدس، أو أجزاء منه، بهدف التأكيد على صفاته الأدبية. يُعتبر الكتاب المقدس على نطاق واسع الكتاب الأكثر مبيعًا على الإطلاق، حيثُ تُقدّر مبيعاته بأكثر من 5 مليارات. يُباع من الكتاب المقدس ما يقارب 100 مليون نسخة سنويًا، وكان له تأثير كبير على الأدب والتاريخ، لا سيما في العالم الغربي، حيث كان بيبل غوتنبرغ أول كتاب طُبع باستخدام تقنية الحرف المتحرك.

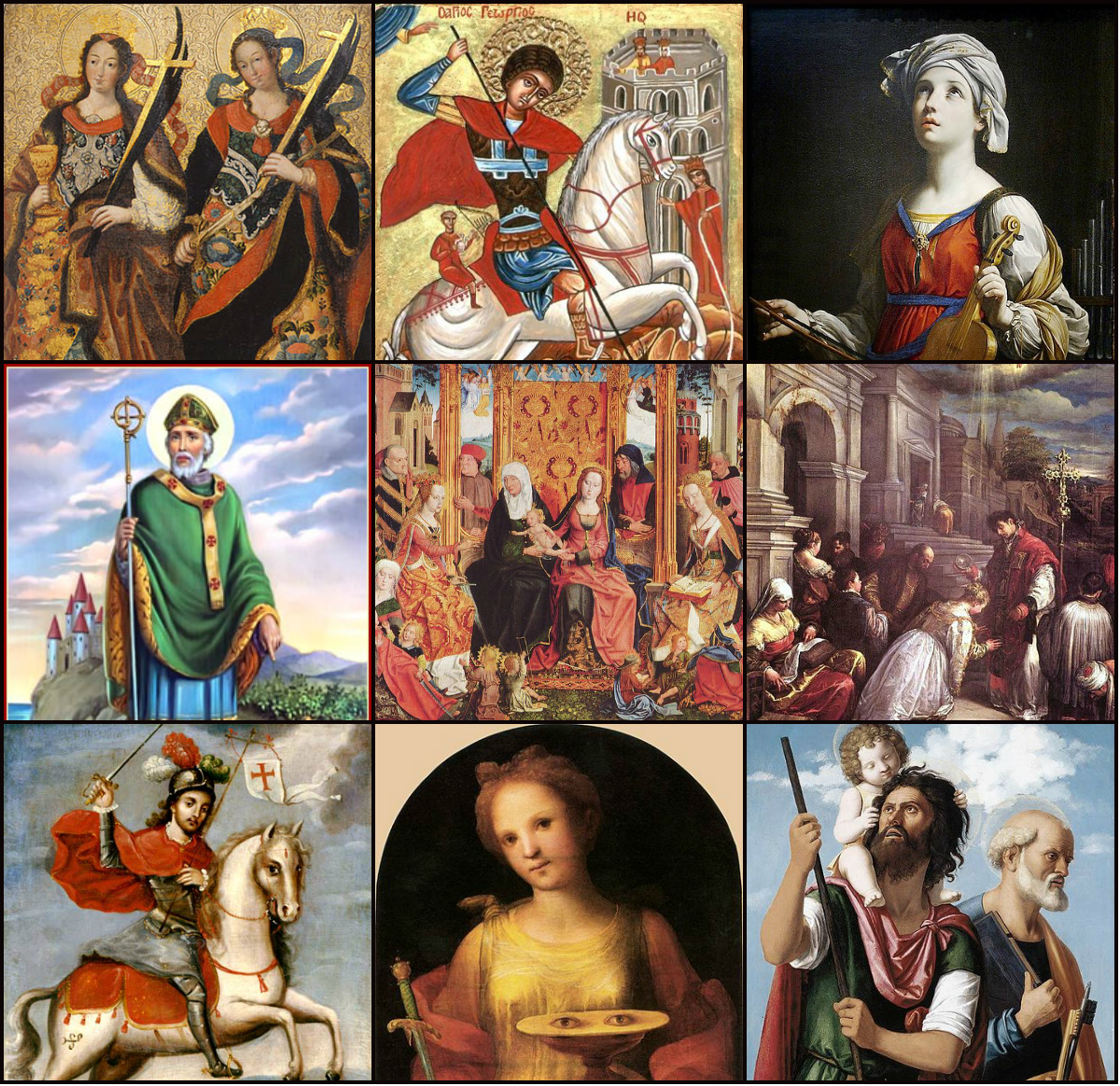
سير حياة القديسين محفوظة في الأسطورة الذهبية.

في الأدب البيزنطي، وُجدت أربعة عناصر ثقافية مختلفة: اليوناني والمسيحي والروماني والشرقي. غالبًا ما يُصنف الأدب البيزنطي إلى خمس مجموعات: المؤرخون وكتّاب الحوليات، كتّاب المقالات وعلماء الموسوعات (يُعتبر البطريرك فوتيوس، مايكل بسيلوس، ومايكل شوناتس من أعظم الموسوعيين البيزنطيين)، كتّاب الشعر العلماني (تُعتبر «ديجينيس أكريتاس» الملحمة البطولية الحقيقية الوحيدة للبيزنطيين). تشمل المجموعتان المتبقيتان الأنواع الأدبية الجديدة: الأدب الكنسي واللاهوتي، والشعر الشعبي.
وُلدت المسيحية اليونانية الشرقية في مدينة الإسكندرية، وكُتبت هناك الترجمة السبعينية. كما حدث هناك أيضًا اندماج بين الفلسفة اليونانية والدين اليهودي، وبلغ هذا الاندماج ذروته عبر فيلون السكندري. هناك ازدهرت الأفكار الصوفية الأفلاطونية الحديثة المرتبطة بأفلوطين وفرفوريوس الصوري. وفي الإسكندرية، عمل الكتّاب الكنسيون اليونانيون العظماء جنبًا إلى جنب مع الخطباء والفلاسفة الوثنيين. وُلدَ العديد منهم هناك، على سبيل المثال أوريجانوس، أثناسيوس، وخصمه آريوس، وكذلك كيرلس وسينيسيوس. لقد بدأت الرهبنة وازدهرت على التراب المصري. بعد الإسكندرية، حظيت أنطاكية بمكانة كبيرة، حيث ازدهرت فيها مدرسة المعلقين المسيحيين بإشراف القديس يوحنا ذهبي الفم كما نشأت فيها لاحقًا السجلات التاريخية العالمية للمسيحية. نشأ الشعر الكنسي اليوناني في المناطق المحيطة بسوريا، والتي أتى منها القديس يوحنا الدمشقي أحد آباء الكنيسة.
إن قائمة المؤلفين الكاثوليك والأعمال الأدبية هي قائمة واسعة. كان الكتاب المقدس والمنشورات البابوية من ثوابت الشريعة الكاثوليكية كتقليد أدبي يمتد على مدى ألفي عام، ولكن قد يُدرج عدد لا يحصى من الأعمال التاريخية الأخرى على أنها جديرة بالملاحظة من حيث تأثيرها على المجتمع الغربي. من العصور القديمة المتأخرة، يعتبر كتاب القديس أوغسطينوس «اعترافات»، الذي يعرُض أخطائه خلال فترة شبابه وبعد ذلك تحوله إلى المسيحية، أول سيرة ذاتية مكتوبة على الإطلاق في المرجعية الأدبية الأوروبية. أثّر أوغسطينوس بعمق على النظرة العالمية القادمة في العصور الوسطى. يُعدّ كتاب «الخلاصة اللاهوتية»، المكتوب في 1265-1274، أشهر أعمال توما الأكويني (1225-1274)، وعلى الرغم من عدم اكتماله، فهوَ «أحد كلاسيكيات التاريخ في الفلسفة ومن أكثر الأعمال تأثيراً في الأدب الغربي». وهو مصمم ليكون دليلاً للمبتدئين في علم اللاهوت وخلاصة وافية لكل تعاليم الكنيسة الرئيسية اللاهوتية. يُعطي الكتابُ المنطقَ لجميع نقاط اللاهوت المسيحي في الغرب تقريبًا.
يُعتبر الشعر الملحمي للإيطالي دانتي أليغييري و «الكوميديا الإلهية» في أواخر العصور الوسطى مؤثرين بشكل كبير في الأدب الغربي. كتب رجل الدولة والفيلسوف الإنجليزي، توماس مور، كتاب يوتوبيا في عام 1516. من المؤثرين في الأدب أيضاً القديس إغناطيوس دي لويولا، وهو شخصية رئيسية في الإصلاح المضاد، كما أنه مؤلف كتاب مؤثر في التأملات المسيحية يُعرف باسم «الرياضيات الروحية».

## الاحتفالات

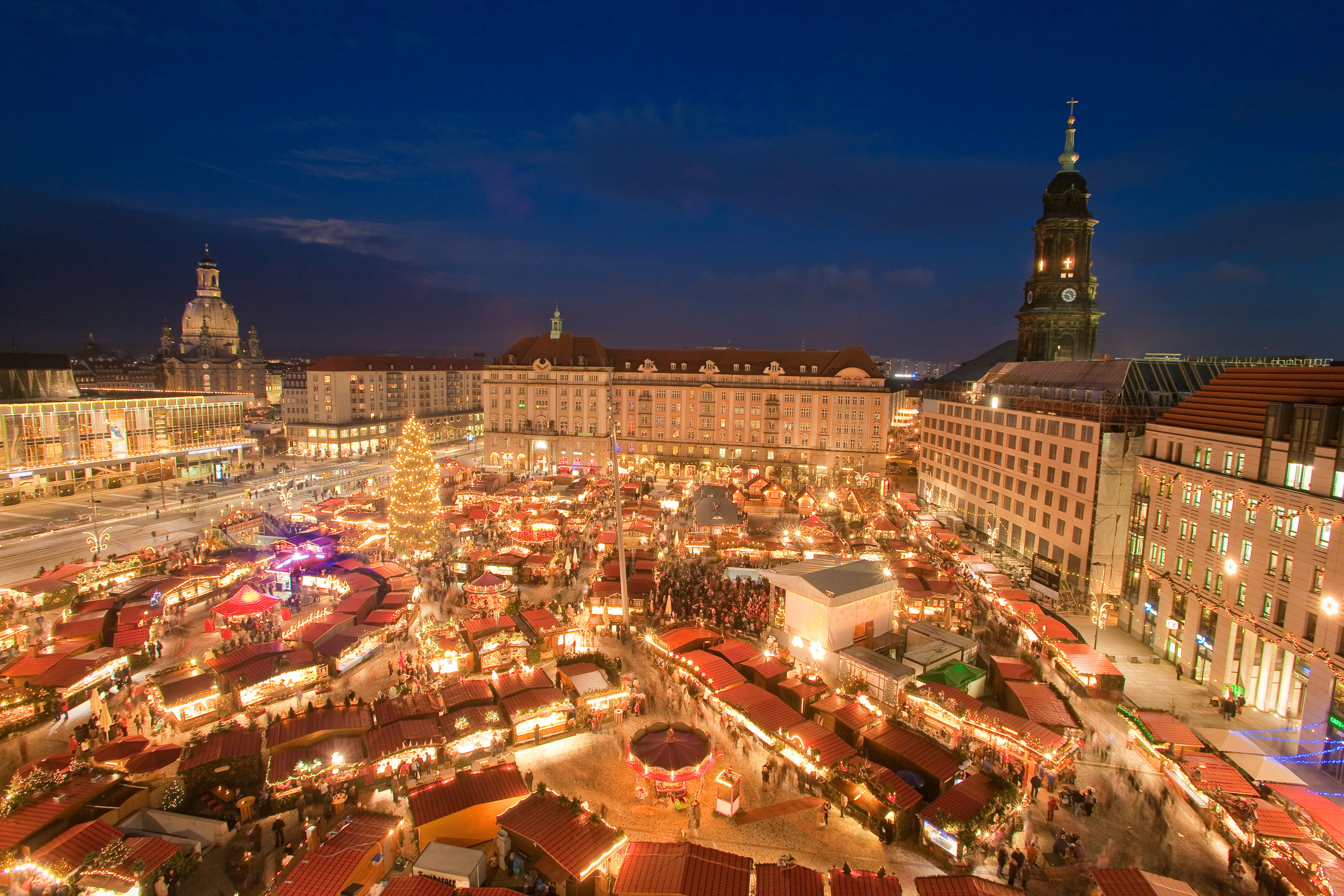
سوق عيد الميلاد في مدينة درسدن بألمانيا؛ ويعتبر أقدم سوق لعيد الميلاد في العالم.

يؤطر الرومان الكاثوليك والأنجليكان والمسيحيون الشرقيون والمجتمعات البروتستانتية التقليدية العبادة حول السنة الليتورجية. تقسم الدورة الليتورجية السنة إلى سلسلة من الفصول، لكل منها تأكيداتها اللاهوتية، وأنماط صلواتها، ويُمكن الإشارة إليها بطرق مختلفة لتزيين الكنائس، وألوان الصدرية، وأثواب رجال الدين، والقراءات الكتابية، وموضوعات للوعظ وحتى التقاليد والممارسات المختلفة شخصيًا أو في المنزل.
تستند التقويمات الليتورجية المسيحية الغربية على دورة الطقوس الرومانية للكنيسة الكاثوليكية، ويستخدم المسيحيون الشرقيون تقاويم مماثلة بناءً على دورة طقوسهم. تضع التقويمات جانباً الأيام المقدسة، مثل الاحتفالات التي تخلد ذكرى حدث في حياة يسوع أو مريم العذراء، والقديسين، وفترات الصيام مثل الصَّوْمُ الكَبِيرُ، وغيرها من الأحداث التقية مثل المذكرات أو الأعياد الصغرى لإحياء ذكرى القديسين. غالبًا ما تحتفظ الجماعات المسيحية التي لا تتبع تقليدًا طقسيًا ببعض الاحتفالات، مثل عيد الميلاد وعيد القيامة وعيد العنصرة: هذه هي الاحتفالات بميلاد يسوع وقيامته ونزول الروح القدس على الكنيسة الأولى بحسب التقاليد المسيحية، على التوالي. لا تستخدم بعض الطوائف المسيحية مثل جمعية الأصدقاء الدينية التقويم الليتورجي.
عيد الميلاد هو احتفال سنوي لإحياء ذكرى ميلاد يسوع، ويُحتفل به باعتباره حدثاً دينياً وثقافياً بين مليارات الأشخاص حول العالم. يوم عيد الميلاد هو يوم عطلة رسمية في العديد من دول العالم، ويُحتفل به دينياً من قبل غالبية المسيحيين، وكذلك ثقافيًا من قبل العديد من غير المسيحيين، ويُشكل جزءاً لا يتجزأ من موسم الأعياد الذي يتمحور حوله. تشمل العادات الحديثة الشائعة للعطلة تقديم الهدايا، وتقويم قدوم المسيح وإكليل القدوم، وموسيقى وترانيم الميلاد؛ ومشاهدة مسرحية الميلاد، وتبادل بطاقات عيد الميلاد، وخدمات الكنيسة، ووليمة خاصة على شرف المناسبة، وسوق عيد الميلاد، وعرض مختلف لزينة عيد الميلاد، بما في ذلك أشجار عيد الميلاد وأضواء الكريسماس ومغارة الميلاد والأكاليل وأكاليل الزهور والهدال والبهشية. بالإضافة إلى ذلك، ترتبط العديد من الشخصيات الفلكلورية المسيحية بالمناسبة والتي غالبًا ما ترتبط بتقديم الهدايا للأطفال خلال موسم عيد الميلاد، والمعروفة باسم بابا نويل أو سانتا كلوز، وأب عيد الميلاد، والقديس نقولا، وسنتر كلاس وكريستكيند، والتي لديها أيضاً تجسيدها وتقاليدها الخاصة.
عيد الفصح أو أحد القيامة، هو عيد وإحياء لذكرى قيامة يسوع من بين الأموات بحسب العقيدة المسيحية، والتي وُصفت في العهد الجديد بأنها حدثت في اليوم الثالث بعد صلبه على يد الرومان في الجلجثة في عام 30 للميلاد. تتنوع عادات عيد القيامة في جميع أنحاء العالم المسيحي، وتشمل خدمة شروق الشمس، وتهليل تحية الفصح، وتزيين بيض الفصح (كرموز للقبر الفارغ)، وتزيين المنازل بزنبق الفصح كرمز للقيامة، وتُزيَّن تقليديًا أيضاً منطقة مذبح الكنائس في هذا اليوم وبقية الزمن الفصحي. تشمل العادات الإضافية التي أصبحت مرتبطة بعيد القيامة ويمارسها كل من المسيحيين وبعض غير المسيحيين، صيد البيض، وأرانب الفصح، وعروض عيد الفصح. هناك أيضًا العديد من الأطعمة التقليدية الخاصة بعيد القيامة والتي تختلف باختلاف المناطق.

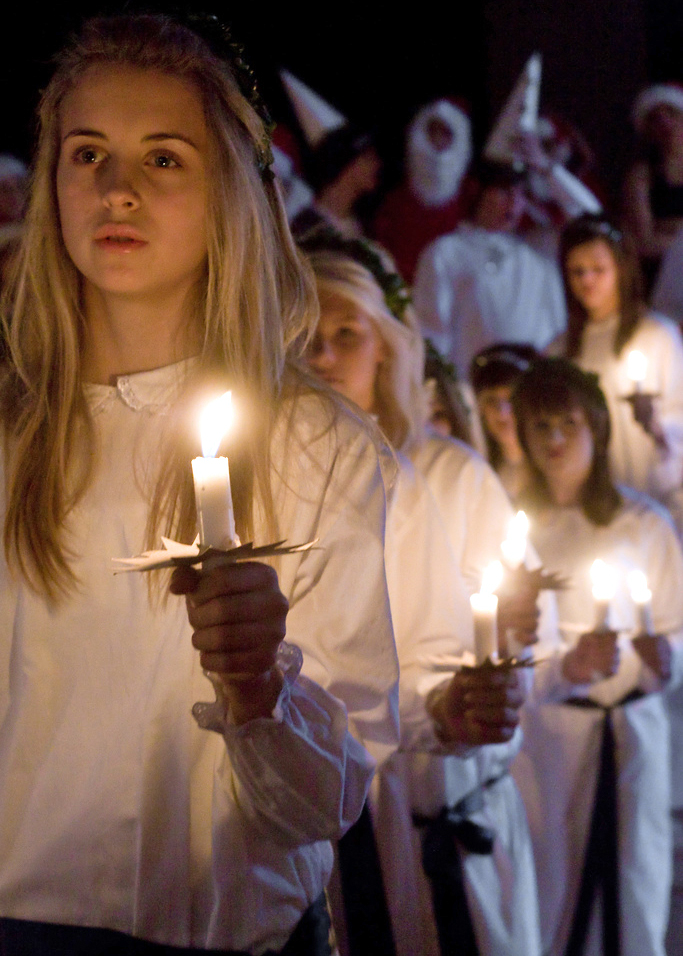
احتفال يوم القديسة لوسي في السويد
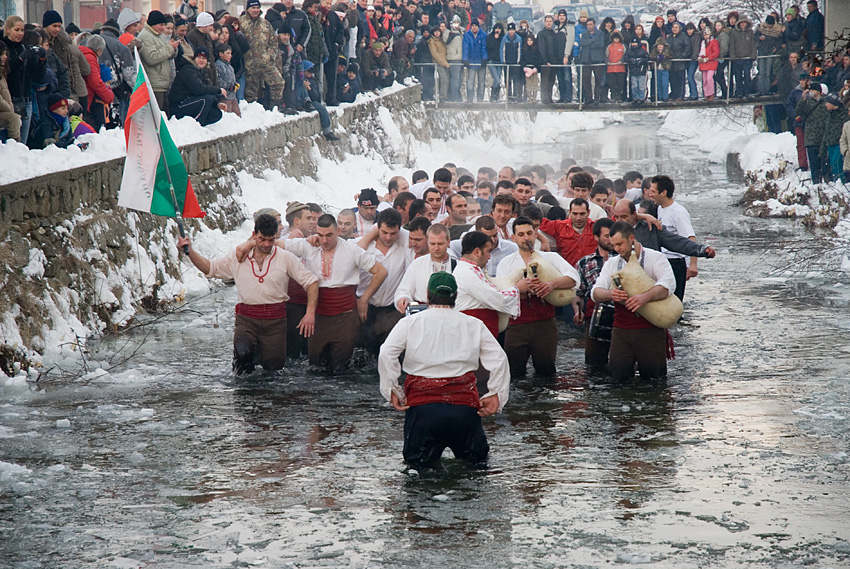
احتفالات عيد الغطاس في بلغاريا
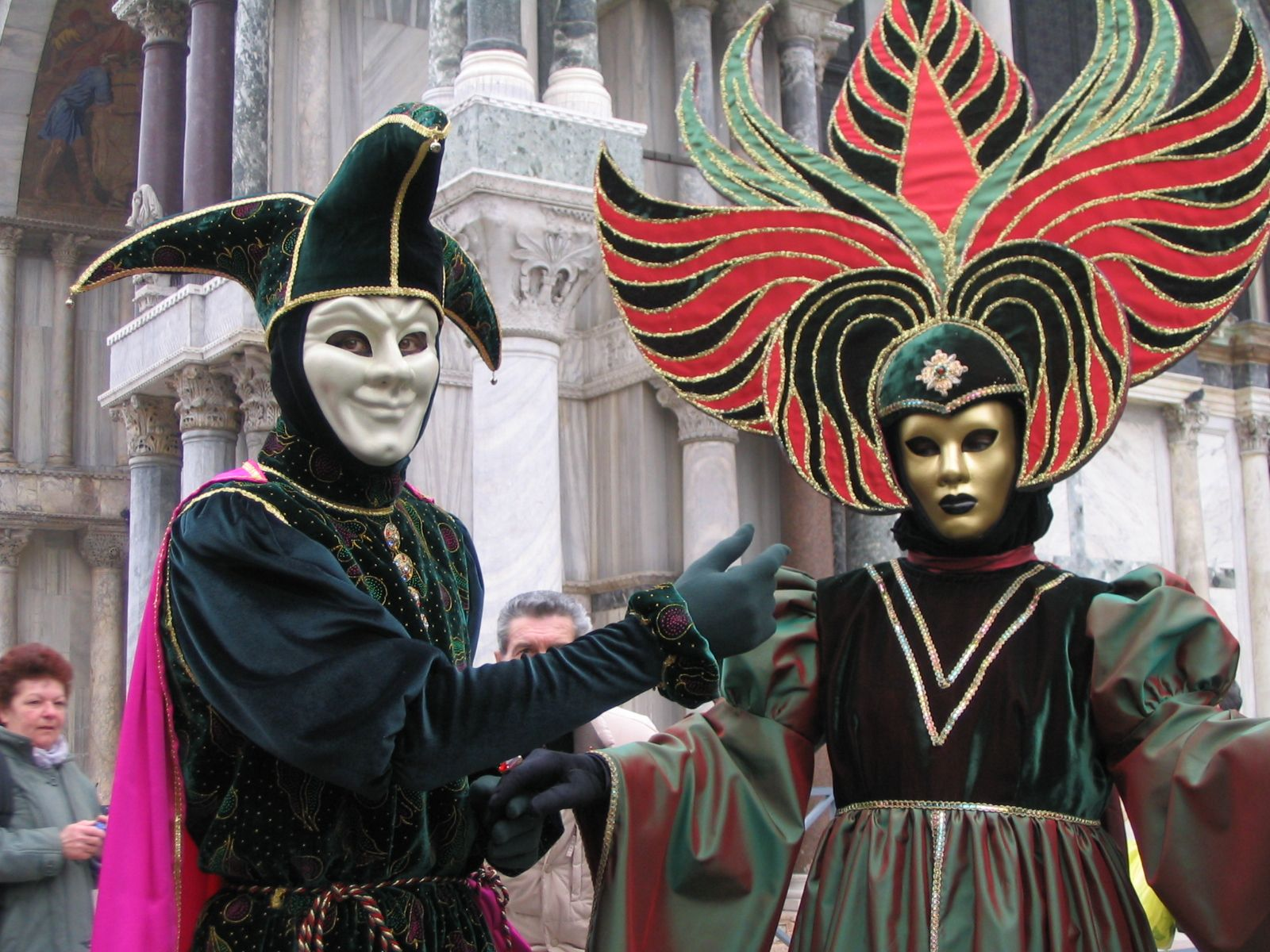
كرنفال البندقية والذي يسبق الصَّوْمُ الكَبِيرُ
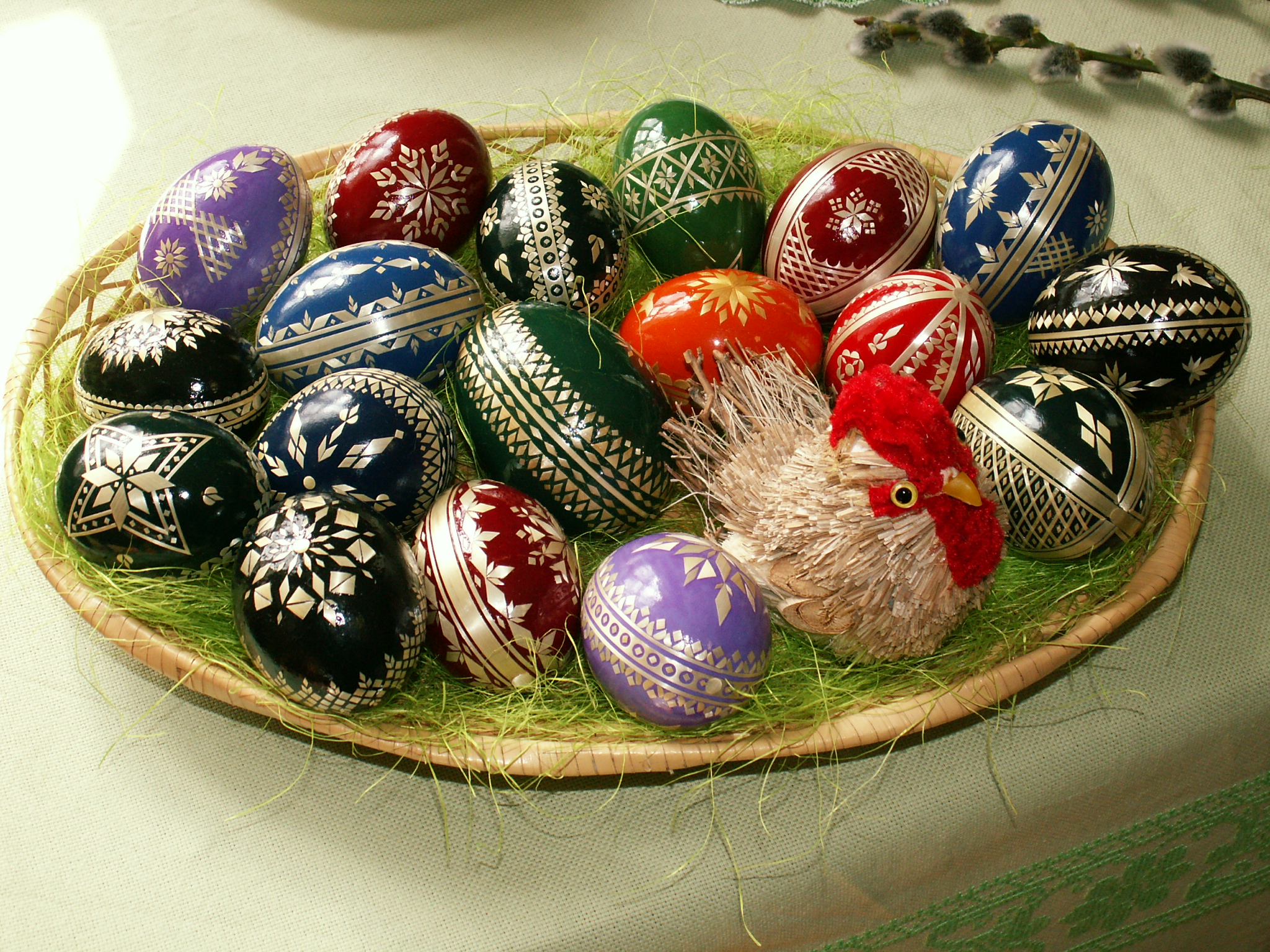
بيض الفصح من أبرز الرموز الثقافية لعيد القيامة
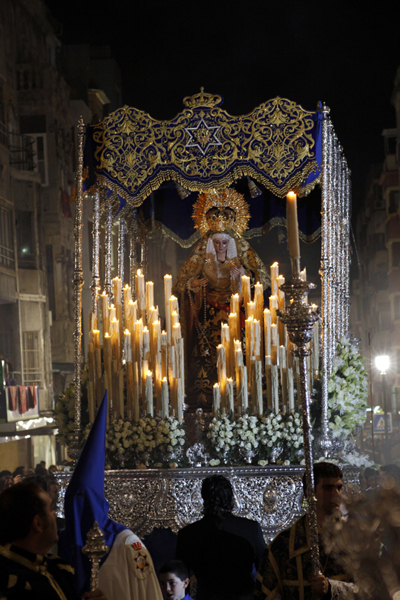
تطواف الجمعة الحزينة في إسبانيا

## الحياة الدينية

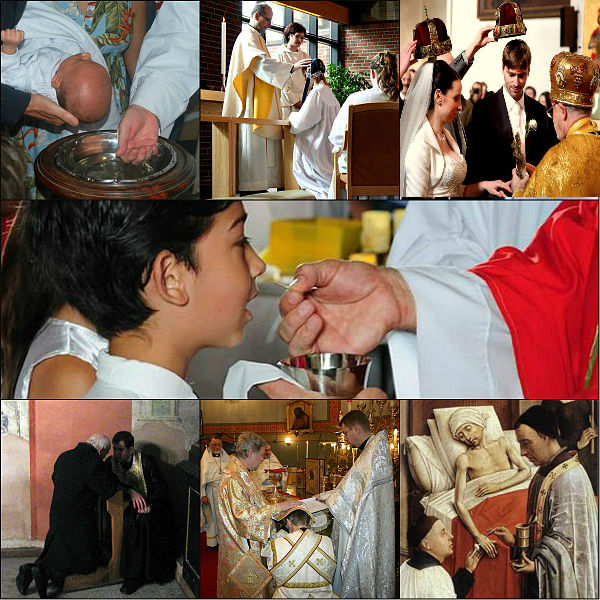
الأسرار السبعة في المسيحية: المعمودية، والتثبيت، والزواج، والقربان المقدس، والتوبة، والكهنوت، ومسحة المرضى.

يعدد اللاهوت الكاثوليكي الروماني سبعة أسرار: المعمودية (التعميد)، التثبيت (الميرون)، القربان المقدس (الشركة)، التوبة (التصالح)، مسحة المرضى (دُعيَ سر مسحة المرضى بهذا الاسم من قِبل المجمع الفاتيكاني الثاني)، الزواج. مجتمعة، هذه هي الأسرار السبعة كما تعترف بها الكنائس في تقليد الكنيسة العليا - ولا سيما الكاثوليكية الرومانية والأرثوذكسية الشرقية والأرثوذكسية المشرقية والكاثوليكية المستقلة والكاثوليكية القديمة والعديد من الأنجليكان وبعض اللوثريين. تؤكد معظم الطوائف والتقاليد الأخرى عادًة فقط على المعمودية والقربان المقدس كأسرار مقدسة، بينما ترفض بعض الجماعات البروتستانتية، مثل الكويكرز لاهوت الأسرار. الطوائف المسيحية، مثل المعمدانيين، والتي تعتقد أن هذه الشعائر لا تنقل النعمة، وتفضل تسمية المعمودية والقربان المقدس المراسيم بدلًا من الأسرار.
في العقيدة والممارسة المسيحية، القربان هو طقس أسسه يسوع، وهو يتوسط النعمة، ويشكل سرًا مقدسًا. المصطلح مشتق من الكلمة اللاتينية "sacramentum"، والتي كانت تُستخدم لترجمة الكلمة اليونانية "μυστήριο". تختلف الآراء المتعلقة بكل من ماهية الطقوس المقدسة وما يعنيه أن يكون الفعل سرًا بين الطوائف والتقاليد المسيحية.
إن التعريف الوظيفي الأكثر تقليدية للسر المقدس هو أنه علامة خارجية، وضعها المسيح، تنقل نعمة روحية داخلية من خلال المسيح. الأسرار الأكثر قبولًا هما المعمودية والقربان المقدس (أو الشركة المقدسة)، ومع ذلك، فإن الغالبية من المسيحيين أيضًا يعترفون بخمسة أسرار إضافية: التثبيت (الميرون في التقليد الأرثوذكسي)، والكهنوت (الرسامة)، والتوبة (أو الاعتراف)، ومسحة المرضى، والزواج (انظر الزواج في المسيحية).
اليوم، معظم الطوائف المسيحية محايدة بشأن الختان الديني للذكور، أي أنها لا تلزم أتباعها به ولا تمنعهم. على الرغم من ذلك فإن ممارسة الختان للذكور معتادة بين أتباع الكنائس القبطية والإثيوبية والإريترية الأرثوذكسية، وكذلك بعض الكنائس الأفريقية الأخرى، حيث تفرض هذه الكنائس شريعة الختان على الذكور كطقس من طقوس العبور وتعطيه بُعد ديني. ويُمارس ختان الذكور بشكل شائع في العديد من البلدان ذات الغالبية المسيحية (مثل الولايات المتحدة والفلبين) وبين العديد من المجتمعات المسيحيَّة في أفريقيا والشرق الأوسط وآسيا وغيرها من المناطق، في حين أنه أقل انتشاراً في البلدان ذات الغالبية المسيحية في أوروبا وأمريكا اللاتينية.
يمكن أن تتنوع العبادة للمناسبات الخاصة مثل المعمودية أو حفلات الزفاف في الخدمة أو أيام الأعياد الهامة. في الكنيسة الأولى، كان المسيحيون وأولئك الذين لم يكملوا التنشئة ينفصلون عن الجزء الإفخارستي من العبادة. في العديد من الكنائس اليوم، يفصل الكبار والأطفال عن الخدمة كلها أو بعضها لتلقي التعليم المناسب للعمر. غالبًا ما يُطلق على عبادة هؤلاء الأطفال اسم مدرسة الأحد أو مدرسة السبت (غالبًا ما تُعقد مدارس الأحد قبل الصلوات وليس أثناءها).

## الحياة العائلية

عائلة مسيحية تصلي صلاة الشكر قبل الأكل.

تركز الثقافة المسيحية بشكل ملحوظ على الأسرة، ووفقًا لعمل العلماء ماكس فيبر، آلان ماكفارلين، ستيفن أوزمنت، جاك جودي، بيتر لاسليت، فإن التحول الهائل الذي أدى إلى الزواج الحديث في الديمقراطيات الغربية «كان يغذيها نظام القيم الدينية والثقافية الذي قدمته عناصر من اليهودية والمسيحية المبكرة والقانون الكنسي للكنيسة الكاثوليكية والإصلاح البروتستانتي». تاريخياً، كانت العائلات الممتدة هي الوحدة الأسرية الأساسية في الثقافة والبلدان الكاثوليكية.
تمارس معظم الطوائف المسيحية معمودية الأطفال لإدخال الأطفال في الإيمان. يحدث بعض أشكال طقوس التأكيد عندما يبلغ الطفل سن العقل ويقبل طواعية الدين. يستخدم الختان في الشعائر للإشارة إلى الأقباط المسيحيين والمسيحيين الأرثوذكس الإثيوبيين أنهم ينتمون إلى العقيدة. خلال الفترة المبكرة للرأسمالية، أدى ظهور طبقة وسطى تجارية كبيرة، خاصًة في البلدان البروتستانتية في هولندا وإنجلترا، إلى ظهور أيديولوجية عائلية جديدة تتمحور حول تربية الأطفال. شددت طائفة التطهيرية على أهمية الخلاص الفردي والاهتمام بالرفاهية الروحية للأطفال. أصبح من المعترف به على نطاق واسع أن الأطفال يمتلكون حقوقًا خاصة بهم. وشمل ذلك حقوق الأطفال الفقراء في الطعام والعضوية في المجتمع والتعليم والتدريب الوظيفي. وضعت قوانين الإغاثة الفقيرة في إنجلترا الإليزابيثية المسؤولية على كل أبرشية لرعاية جميع الأطفال الفقراء في المنطقة. وقبل القرن العشرين، كان لدى ثلاثة فروع رئيسية للمسيحية - الكاثوليكية والأرثوذكسية والبروتستانتية  - بالإضافة إلى المصلحين البروتستانت الرائدين مارتن لوثر وجان كالفن منظورًا نقديًا لتحديد النسل.

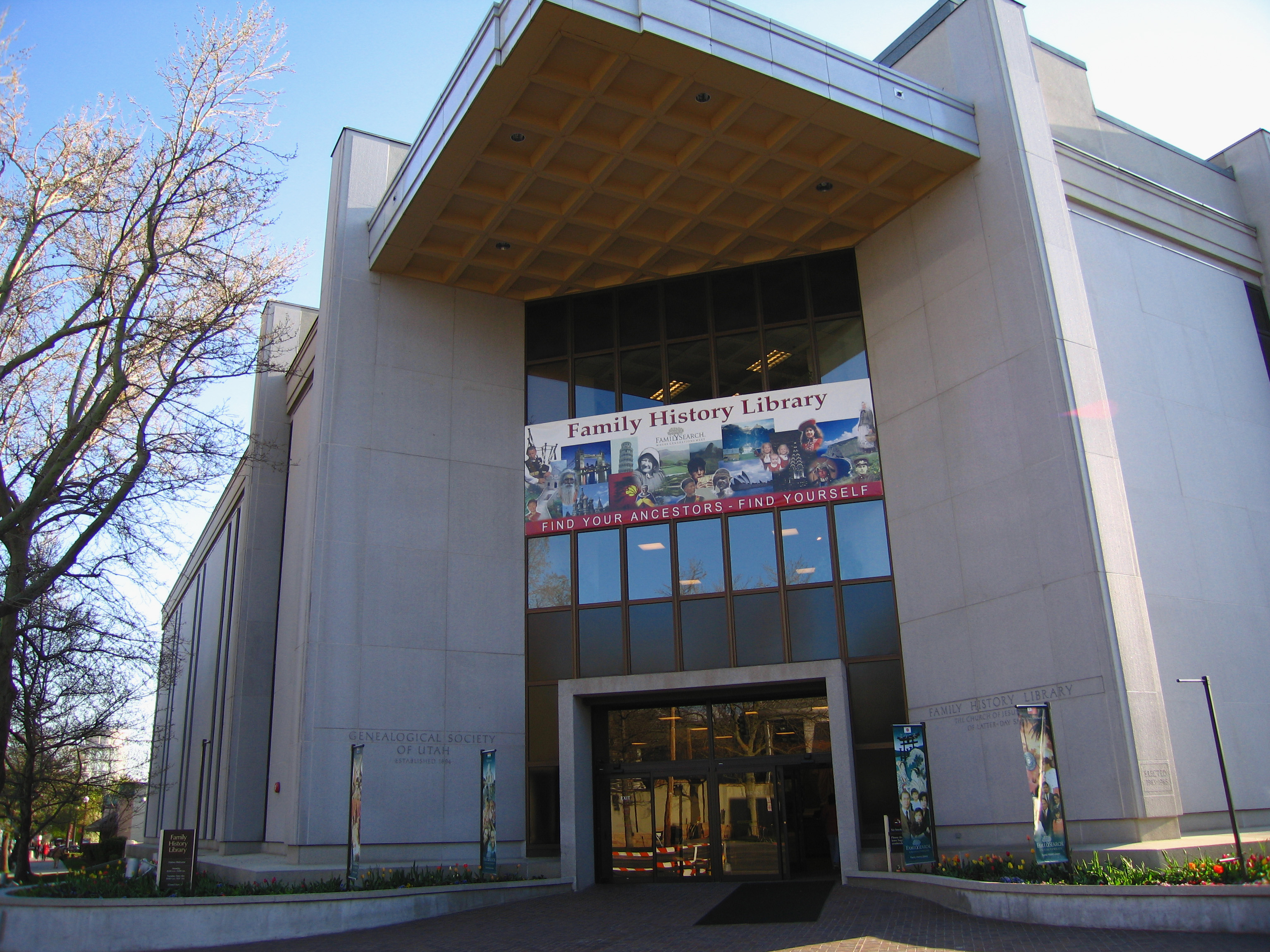
مكتبة تاريخ العائلة في الكنيسة هي أكبر مكتبة في العالم مخصصة لبحوث الأنساب.

تركز كنيسة يسوع المسيح لقديسي الأيام الأخيرة بشكل ملحوظ على الأسرة، والمفهوم المميز للعائلة الموحدة التي تعيش وتتقدم إلى الأبد هو جوهر عقيدة كنيسة قديسي الأيام الأخيرة. يتم تشجيع أعضاء الكنيسة على الزواج وإنجاب الأطفال، ونتيجًة لذلك، تميل عائلات كنيسة قديسي الأيام الأخيرة إلى أن تكون أكبر من المتوسط. كل النشاط الجنسي خارج الزواج يُعتبر خطيئة خطيرة. تُعتبر جميع الأنشطة الجنسية المثلية خاطئة ولا يتم تنفيذ أو دعم الزيجات المثلية من قِبل كنيسة يسوع المسيح لقديسي الأيام الأخيرة. عادًة ما يقوم آباء كنيسة قديسي الأيام الأخيرة الذين يحملون الكهنوت بتسمية أطفالهم ومباركتهم بعد ولادتهم بفترة وجيزة لإعطاء الطفل اسمًا رسميًا وإنشاء سجل الكنيسة لهم. يميل المورمون إلى أن يكونوا عائليين للغاية ولديهم روابط قوية عبر الأجيال ومع الأسرة الممتدة، مما يعكس إيمانهم بأن العائلات يمكن أن تكون مختومة معًا بعد الموت. لدى المورمون أيضًا قانون صارم للعفة، يتطلب الامتناع عن العلاقات الجنسية خارج الزواج بين الجنسين والإخلاص في إطار الزواج.
وجدت دراسة أجراها مركز بيو للأبحاث حول الدين وترتيبات المعيشة حول العالم في عام 2019، أن المسيحيين حول العالم يعيشون في أسر أصغر إلى حد ما، في المتوسط، من غير المسيحيين (4.5 مقابل 5.1 أفراد). يعيش 34% من السكان المسيحيين في العالم في عائلتين من الوالدين مع أطفال قاصرين، بينما يعيش 29% في أسرة ممتدة، ويعيش 11% كأزواج بدون أفراد آخرين من الأسرة، ويعيش 9% في أسرة بها طفل واحد على الأقل فوق سن 18 عامًا مع أحد الوالدين، يعيش 7% بمفرده، ويعيش 6% في أسر معيشية ذات عائل واحد. يعيش المسيحيون في آسيا والمحيط الهادئ وأمريكا اللاتينية ومنطقة البحر الكاريبي والشرق الأوسط وشمال أفريقيا وأفريقيا جنوب الصحراء بشكل كبير في أسر ممتدة أو عائلتين من الوالدين مع أطفال قاصرين. بينما يعيش المزيد من المسيحيين في أوروبا وأمريكا الشمالية بمفردهم أو كأزواج بدون أفراد الأسرة الآخرين.

## الأطباق

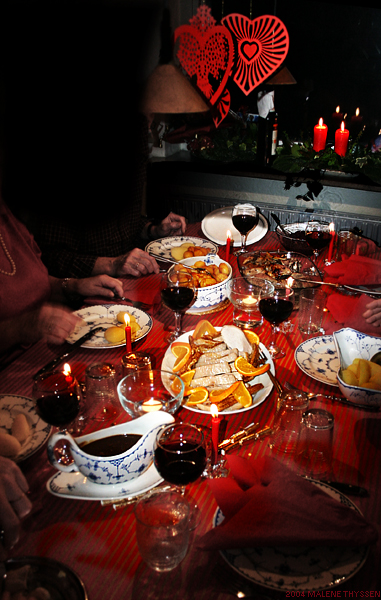
عشاء عيد الميلاد الدنماركي.

في المسيحية النيقية، لا توجد قيود على أنواع الحيوانات التي يمكن أكلها. تنبع هذه الممارسة من رؤية بطرس حول ملاءة بها حيوانات، حيث يرى القديس بطرس «ملاءة تحتوي على حيوانات من كل وصف تنزل من السماء». ومع ذلك، فإن العهد الجديد يعطي بعض الإرشادات حول استهلاك اللحوم، التي تمارسها الكنيسة المسيحية اليوم. واحدة من الإرشادات هو عدم تناول الطعام المقدم عن علم إلى الأصنام، يوجد قناعة بأن أوائل آباء الكنيسة، مثل إكليمندس الإسكندري وأوريجانوس وعظوا بذلك. بالإضافة إلى ذلك، يبارك المسيحيون تقليديًا أيّ طعام قبل تناوله بصلاة (الشكر)، كعلامة على شكر الله على الوجبة التي يتناولونها.
غالبًا ما يتم ذبح الحيوانات من أجل الطعام بدون صيغة التثليث، على الرغم من أن الكنيسة الرسولية الأرمنية، من بين المسيحيين الأرثوذكس الآخرين، لديها طقوس «تظهر روابط واضحة مع الشحيطه، ذبح اليهود بطريقة الكوشر». يذكر نورمان جيزلر أن الكتاب المقدس ينص على «الامتناع عن الطعام المضحى للأصنام، وعن الدم، وعن لحوم الحيوانات المقتولة خنقًا». في العهد الجديد، يشير بولس الطرسوسي إلى أن بعض المسيحيين المتدينين يجب أن يمتنعوا عن أكل اللحوم إذا تسبب ذلك في «تعثر الأخ» في إيمانه بالله. على هذا النحو، تبنى بعض الرهبان المسيحيين، مثل طائفة ترابيستس، سياسة نباتية مسيحية. بالإضافة إلى ذلك، فإن المسيحيين المنتمين إلى تقاليد السبتيين «يتجنبون أكل اللحوم والأطعمة المتبلة بشكل كبير». يحتفل المسيحيون في الطوائف الأنجليكية، الكاثوليكية، اللوثرية، الميثودية، والأرثوذكسية بيوم خاٍل من اللحوم، ومواسم خالية من اللحوم خاصًة خلال موسم الصوم الكبير الليتورجي.
تتغاضى بعض الطوائف المسيحية عن شرب الكحول باعتدال، مثل الأنجليكان والكاثوليك واللوثريين والأرثوذكس، على الرغم من امتناع البعض الآخر، مثل الأدفنتست والمعمدانيين والميثوديين والخمسينيين عن تناول الكحول أو يحرمون ذلك. ومع ذلك، فإن جميع الكنائس المسيحية، في ضوء الموقف الكتابي من هذه القضية، تدين السُكْر بشكل عام باعتباره خطيئة.
يجمع الطبخ المسيحي بين طعام العديد من الثقافات التي عاش فيها المسيحيون. تعتبر الوجبة العائلية الخاصة في عيد الميلاد جزءًا مهمًا من الاحتفال بالعطلة، ويختلف الطعام الذي يتم تقديمه بشكل كبير من بلد إلى آخر. بعض المناطق، مثل صقلية، لديها وجبات خاصة عشية عيد الميلاد، حيث يتم تقديم 12 نوعًا من الأسماك. في المملكة المتحدة والبلدان المتأثرة بتقاليدها، تشمل وجبة عيد الميلاد القياسية الديك الرومي أو الإوز أو أيّ طائر كبير الحجم ومرق اللحم والبطاطس والخضروات وأحيانًا الخبز وعصير التفاح. كما يتم إعداد الحلويات الخاصة، مثل بودنغ الكريسماس، وفطائر اللحم المفروم، وكعك الفاكهة، وسجق يول.

## النظافة

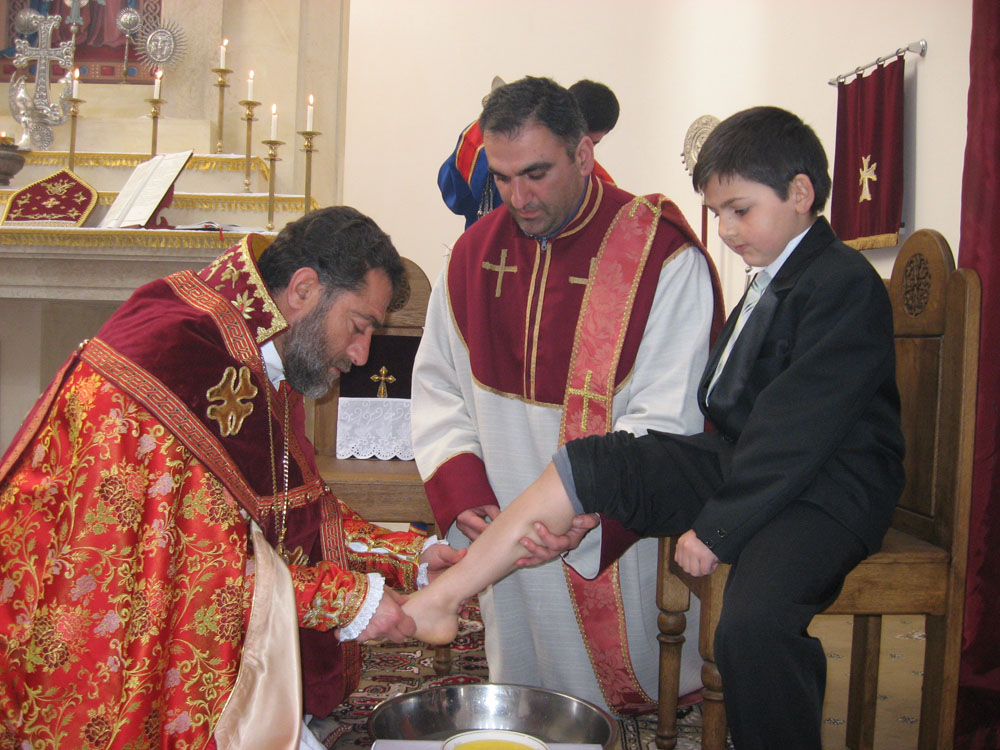
المطران سيبوح تشولدجيان من الكنيسة الرسولية الأرمنية يقوم بغسل أرجل المصلين في يوم خميس العهد.

يحتوي الكتاب المقدس على العديد من طقوس التطهير المتعلقة بالحيض، والولادة، والعلاقات الجنسية، والانبعاثات الليلية، وسوائل الجسم غير العادية، والأمراض الجلدية، والموت، والذبائح الحيوانية. تنص كنيسة التوحيد الأرثوذكسية الإثيوبية على عدة أنواع من غسل اليدين على سبيل المثال بعد مغادرة المرحاض أو الحمام أو قبل الصلاة أو بعد تناول وجبة. تُمنع النساء في كنيسة التوحيد الأرثوذكسية الإثيوبية من دخول الكنيسة أثناء الحيض؛ والرجال لا يدخلون الكنيسة في اليوم التالي للجماع مع زوجاتهم.
لطالما ركزت المسيحية بشدة على النظافة، على الرغم من استنكار رجال الدين المسيحيين الأوائل لأسلوب الاستحمام المختلط بين الجنسين في الحمامات العامة الرومانية، فضلاً عن العادة الوثنية المتمثلة في استحمام النساء عاريات أمام الرجال، إلا أن هذا لم يمنع الكنيسة من حث أتباعها على الذهاب إلى الحمامات العامة للاستحمام، مما ساهم في النظافة والصحة الجيدة وفقًا لما قاله آباء الكنيسة إكليمندس الإسكندري وترتليان. كما بنت الكنيسة مرافق استحمام عامة منفصلة لكلا الجنسين بالقرب من الأديرة ومواقع الحج. أيضًا، أقام الباباوات حمامات داخل كنائس البازيليكا والأديرة منذ أوائل العصور الوسطى. حث البابا غريغوري الأول أتباعه على أهمية الاستحمام كحاجة جسدية.
تم بناء حمامات عامة كبيرة في المراكز الحضريَّة في البيزنطية مثل القسطنطينية وأنطاكية، وخصصَّ الباباوات لأهل روما حمامات عامة في الدياكونيا (باللاتينيَّة: Diaconia)، أو في حمامات قصر لاتيرانو الخاصة، أو حتى في عدد لا يحصى من الحمامات الرهبانية التي كانت تعمل في القرنين الثامن والتاسع. حافظ الباباوات على حماماتهم المُترفة في مساكنهم، ودُمجت الحمامات العامة بما في ذلك الحمامات الساخنة في مباني الكنيسة المسيحيَّة أو تلك الموجودة في الأديرة، والتي عُرفت باسم «الحمامات الخيرية» بسبب خدمتها لرجال الدين والفقراء المحتاجين. كان الحمامات العامة شائعة في بلدات ومدن العالم المسيحي الكبيرة في العصور الوسطى مثل باريس وريغنسبورغ ونابولي، وتُشير وثائق تاريخية إلى وجود اثنان وثلاثون حماماً عاماً في مدينة باريس بالقرن الثالث عشر. كما وتواجدت الحمامات العامة وثقافتها في إيطاليا، وألمانيا، والمجر، وروسيا، وفنلندا وغيرها من الدول خلال العصور الوسطى. وبُنيت الحمامات العامة والتي دُعيت (بالإسبانيَّة: Baño) في مختلف مدن إسبانيا المسيحيَّة، وفرَضت القوانين الحضرية على الرجال والنساء، المسيحيون واليهود، بزيارة الحمامات العامة للإستحمام في أوقات مختلفة ومنفصلة.

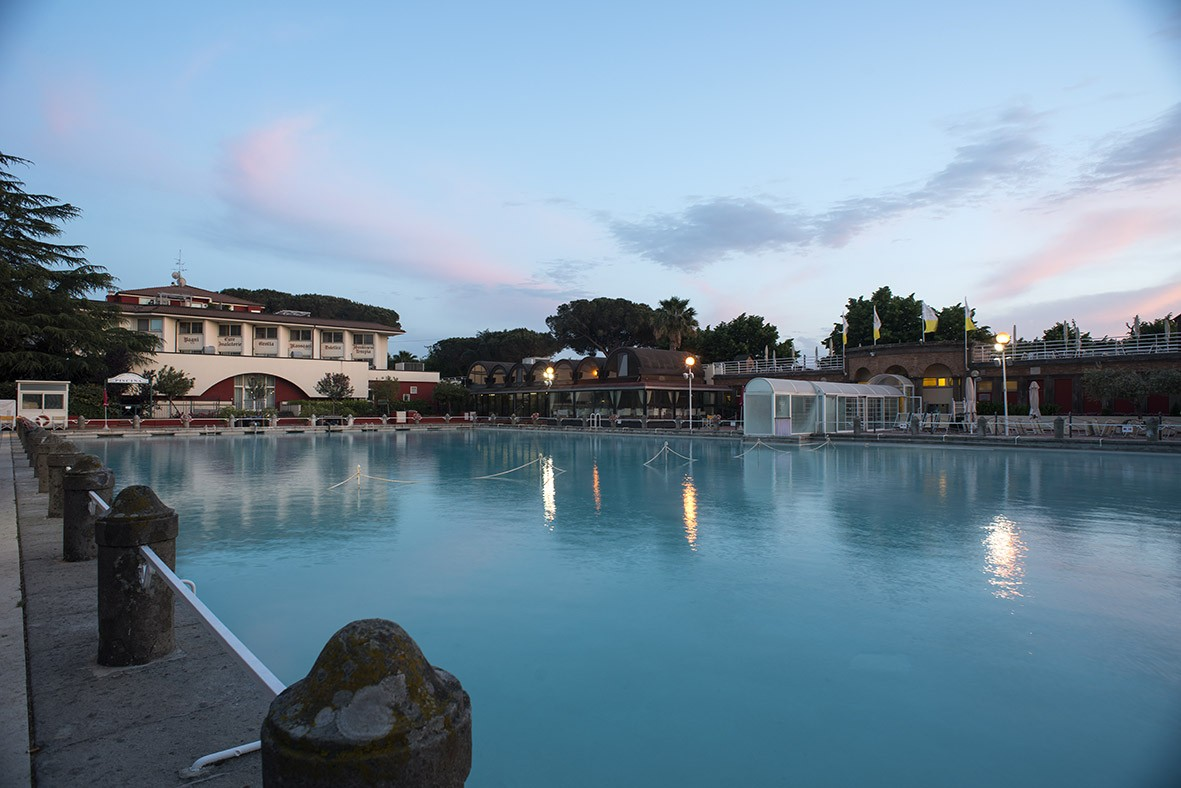
«حمام البابا» في مدينة فيتيربو: بُني خلال حبريَّة البابا نقولا الخامس.

بالإضافة إلى ذلك، خلال عصر النهضة والإصلاح البروتستانتي، كان يعتقد أن نوعية وحالة الملابس تعكس روح الفرد، وكانت تعكس الملابس النظيفة أيضَا الوضع الاجتماعي للفرد. وظلّت ثقافة الساونا ظاهرة شائعة في فنلندا والدول الإسكندنافيَّة، حتى أنها توسعت خلال فترة الإصلاح البروتستانتي. احتوت الأوامر الدينية الكاثوليكية الأوغسطينية والبندكتية على شرائع خاصة بطقوس الطهارة، واستلهامًا من تشجيع بندكت النيرسي لممارسة الاستحمام العلاجي؛ لعب الرهبان البينديكتين دورًا في تطوير وتعزيز المنتجعات الصحية. لعبت المسيحية البروتستانتية أيضًا دورًا بارزًا في تطوير المنتجعات الصحية البريطانية.
خلافًا للاعتقاد السائد، لم تفقد أوروبا الاستحمام والصرف الصحي مع انهيار الإمبراطورية الرومانية. أصبحت صناعة الصابون في البداية تجارة راسخة خلال ما يسمى «العصور المظلمة». استخدم الرومان الزيوت المعطرة (معظمها من مصر)، من بين بدائل أخرى. بحلول القرن الخامس عشر، أصبحت صناعة الصابون في العالم المسيحي شبه صناعية، مع وجود مصادر في أنتويرب وقشتالة ومارسيليا ونابولي والبندقية. بحلول منتصف القرن التاسع عشر، شكلت الطبقات الوسطى الإنجليزية المتمدنة أيديولوجية النظافة التي صنفت جنبًا إلى جنب مع المفاهيم الفيكتورية النموذجية، مثل المسيحية والاحترام والتقدم الاجتماعي. تبنى جيش الخلاص حركة نشر النظافة الشخصية، وتقديم منتجات النظافة الشخصية مثل فرشاة الأسنان ومعجون الأسنان والصابون.
يرجع استخدام الماء في العديد من البلدان المسيحية جزئيًا إلى آداب استخدام المرحاض الكتابية التي تشجع على الاغتسال بعد كل حالات التغوط. يعتبر البيديه شائعًا في البلدان ذات الغالبية الكاثوليكية حيث يُعتبر الماء ضروريًا لتطهير الشرج، وفي بعض البلدان الأرثوذكسية والبروتستانتية التقليدية مثل اليونان وفنلندا على التوالي، حيث يشيع الاغتسال بالشطاف الصحي.

## كريستيانوفيل

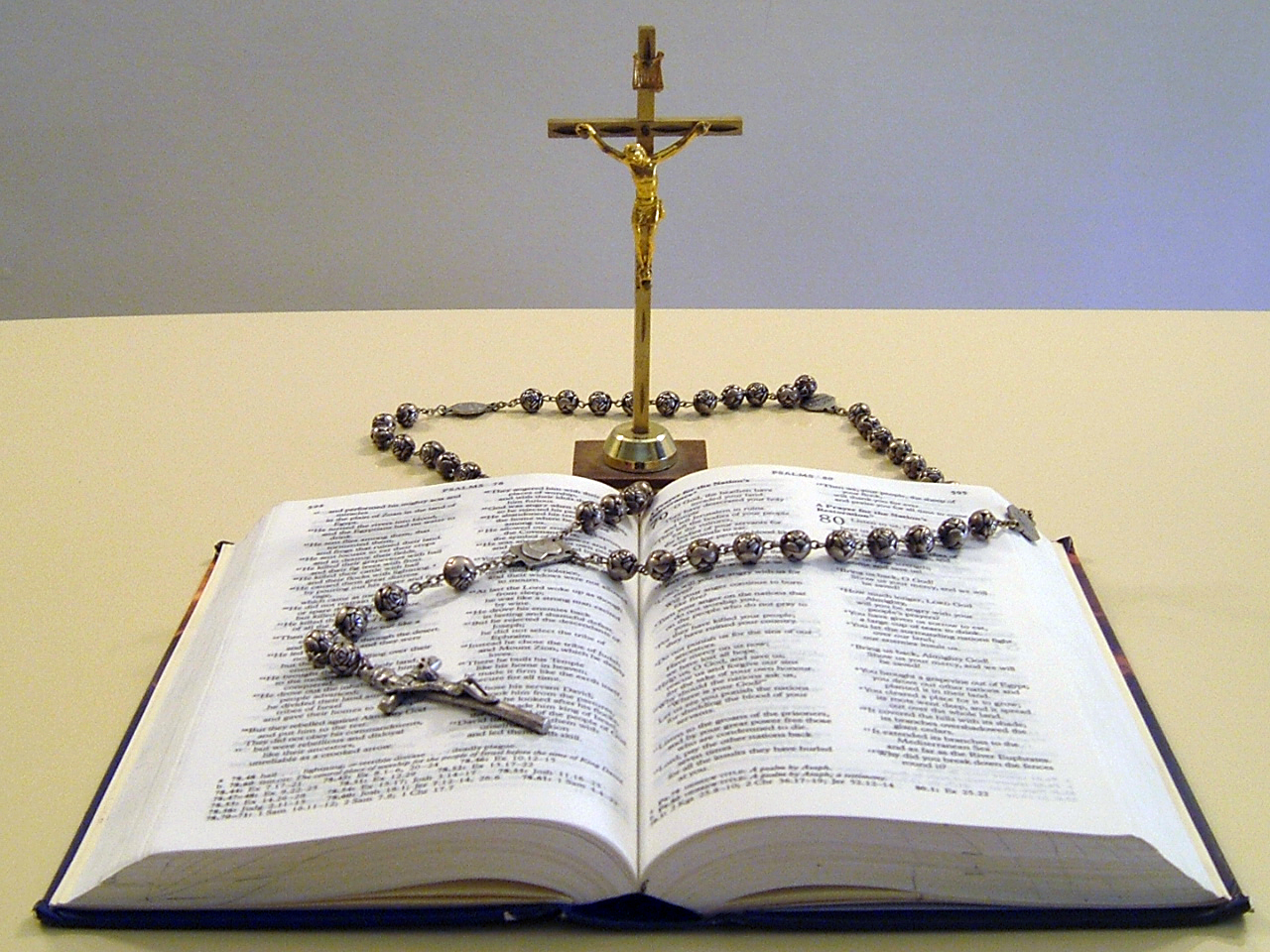
رموز من الثقافة المسيحية: الكتاب المقدس والمسبحة والصليب.

الكريستيانوفيل هو شخص لديه ميول إيجابية قوية أو تعاطف أو اهتمام أو عشق وتقدير تجاه المسيحية أو الثقافة المسيحية أو التاريخ المسيحي أو العالم المسيحي أو المجتمع المسيحي. قد يشمل هذا الاهتمام أو التقدير للمسيحية نفسها أو ثقافتها وتاريخها ولاهوتها وفنونها وأدبها وفلسفتها وموسيقتها وإرثها المعماري واحتفالتها ومجتمعتها وتطورها. نقيض ذلك هو المسيحية فوبيا، وهو الشخص الذي يُظهر كراهية أو غيره من أشكال المشاعر السلبية تجاه كل ما هو مسيحي.
تُحظى المسيحية والثقافة المسيحية بصورة إيجابيَّة بشكل عام في عدد من المجتمعات غير المسيحية مثل هونغ كونغ، وماكاو، والهند، واليابان، ولبنان، وسنغافورة، وكوريا الجنوبية، وتايوان. في عدد من المجتمعات المسيحية التقليدية في أوروبا، كان هناك إحياء لما أُطلق عليه بعض الباحثين «الكريستيانوفيلية»، وتعاطفًا مع المسيحية وثقافتها، حيث تحدث السياسيون بشكل متزايد عن «الجذور والتراث المسيحي» لبلدانهم؛ وهذا يشمل النمسا، وفرنسا، والمجر، وإيطاليا، وبولندا، وروسيا، وصربيا، وسلوفاكيا، والمملكة المتحدة.
كتب غلبرت كيث تشيسترتون، والذي وُصف بالكريستيانوفيل؛ في أوائل القرن العشرين عن فوائد الدين المسيحي والثقافة التي أنتجتها، واشتهر باستخدامه للمفارقة، أوضح تشيسترتون أنه في حين أن المسيحية بها معظم الألغاز، إلا أنها كانت الديانة الأكثر عملية. وأشار إلى تقدم الحضارات المسيحية كدليل على جدواه العملية. أظهر ت. س. إليوت انجذاباً قويًا للثقافة المسيحية. ووفقًا له، فإن التقاليد المشتركة للمسيحية وثقافتها هو ما جعل أوروبا على ما هي عليه، وأنَّ الثقافة الأوروبية متجذرة في المسيحية. أظهر ونستون تشرشل تعاطفاً قوياً مع الثقافة البروتستانتية لأنه شعر بأنها «خطوة أقرب إلى العقل». المؤرخ جيفري بلايني، في كتابه «تاريخ قصير للمسيحية»، ناقش التأثير الحضاري للمسيحية، ومدى التأثير المسيحي على العالم. انتقد بعض الباحثين المركزية الأوروبية بإعتبارها «أسطورة كريستيانوفيلية»، انطلاقاً من التحيز الفطري للمركزية الأوروبية تجاه الحضارة الغربية، حيث وقفاً للباحث الكسيس هيراكليدس أدى إنشاء مفهوم «المجتمع الأوروبي»، الذي فضلَّ المكونات (المسيحية بشكل أساسي) للحضارة الأوروبية السماح للمتمركزين الأوروبيين بوصف المجتمعات والثقافات المتباينة على أنها «غير متحضرة».